# 中華一番！
《中華一番！》是小川悦司日本漫畫作品。自1995年至1999年連載於講談社《週刊少年Magazine》，途中曾經轉移至姊妹誌《Magazine SPECIAL》繼續連載，在連載後期標題改為《真·中華一番！》。單行本共17本，東立出版社以《中華小廚師》為名發行中文版。此外有改編成電視動畫版、真人電視劇版。劇情描述中國的年輕廚師劉昴星學習廚藝並對抗黑暗料理界的過程。因動漫劇情需要，在作品中除了如其他料理漫畫、以超現實的誇張手法、扭曲的神情彰顯食物的美味以外，也描寫了許多不合常理的調理方式，廚師會使用如格鬥漫畫般的必殺技來烹飪，把菜刀等廚具拿來互相砍殺的武打場景也非常多。續篇《中華一番！極》，於2017年11月開始在講談社的網路漫畫連載平台《Magazine Pocket》隔週連載，半月刊於每隔週五更新。中文版於2017年12月29日開始在《東立電子書城》之《新少年快報B》連載。2019年，该作被改编为动画新篇。作者小川悅司表示，扣除主角劉昴星外，他個人最喜歡的故事3要角依序是四郎、鋼棍解、雷恩、丁油、向恩。

## 名稱
由於原作分為多部，以及代理商和冠名贊助之故，作品和作中角色的譯名繁多。漫畫自1995年起開始連載，題為，單行本共5冊，1997年開始連載，單行本共12冊，2017年開始連載。台灣東立出版社在1999年將前兩部漫畫視為一部作品，譯為《中華小廚師》。之後，和推出文庫版，分別為3冊和8冊，東立出版社將兩部作為譯為《中華小廚師 前傳 愛藏版》和《中華小廚師 愛藏版》並分別推出，而則譯為《中華小廚師！極》。
動畫方面，1998年起推出的電視動畫版，改編自《中華一番！》和《真・中華一番！》的前半部，引進台灣後台灣配音版本（富國錄音製作配音）於1999年6月28日至2000年1月9日在台灣電視公司播出，譯為《中華一番》，台視播出時，贊助商為統一企業，因此動畫中許多人名在播放時都改為該公司產品名稱，大部分電視台播出時也採用此版本，三立都會台首播時採用原名。2000年2月12日至2000年11月18日，台視以《中華一番之滿漢傳奇》為名重播。另外由於字形相似，劉昴星在動畫版改為劉昂星。而2019年推出的動畫《真·中華一番！》改編自漫畫《真·中華一番！》，台灣和香港由木棉花國際代理，譯為《廚神小當家》（港澳電視頻道除外），許多人物譯名又與之前有別。
| 日文   | 中文             | 中文             | 中文               | 中文                  |
| 日文   | 港譯             | 台漫             | 動畫（統一冠名版） | 動畫（真·中華一番！） |
| ------ | ---------------- | ---------------- | ------------------ | --------------------- |
| 劉昴星 | 劉昴星（稱阿星） | 劉昴星           | 劉昂星，通稱小當家 | 劉昴星                |
| 周梅麗 | 趙美莉           | 周梅麗           | 嘟嘟               | 周梅麗                |
| 四郎   | 志郎             | 四郎             | 四郎               | 四郎                  |
|        | 紫龍             | 解魯             | 解師傅             | 解魯                  |
|        | 利安             | 雷恩             | 雷恩               | 雷恩                  |
|        | 張雲（又稱雲嫂） | 阿貝（陈邦铃）   | 阿貝               | 阿貝                  |
|        | 劉嘉靈           | 劉珂玲           | 精靈               | 劉珂玲                |
| 大師   | 魯岳大師         | 羅添（羅鋈）大師 | 十全大師           | 羅鋈                  |
|        | 趙友             | 丁油（周瑜）     | 及第               | 周瑜                  |
|        | 鄧三齊           | 唐三傑           | 阿Q                | 唐三傑                |
|        | 林姍             | 向恩             | 向恩               | 向恩                  |
|        | 南廣             | 羅根             | 羅根               | 羅空                  |

## 故事大綱

### 《中華一番！》
清朝末年，四川國營餐館菊下樓將舉行新任大廚繼位之爭，劉昴星是已逝的前任大廚阿貝的兒子，他的對手是阿貝叛逃的徒弟紹安，在麻婆豆腐對決中，劉昴星擊敗紹安贏得大廚之位，但他按照比賽評審李提督的建言前往廣州南鮮酒家持續精進。劉昴星拜該餐館的副料理長丁油為師，認識師傅的獨生女梅麗、並結交師兄三傑。在劉昴星協助三傑克服過去的障礙後，三傑回到故鄉上海。
一日，法國大廚巴傑魯造訪廣州並貶低中國料理，憤怒的劉昴星與他進行炒飯對決並擊敗了他，巴傑魯心有不甘、縱火燒燬南鮮酒家。為重建餐館，劉昴星參加廣州餃子大賽取得優勝及獎金，餐館重建更名為陽泉酒家。劉昴星依據餃子大賽評審朗文大師的建議參加特級廚師測驗，他在測驗中結交了與自己水準相當的好對手蘭飛鴻，與他一起通過測驗，成為中國史上最年輕的特級廚師。在測驗中發現自己實力尚淺的劉昴星展開修行，他造訪廣西、貴州及雲南的城鎮精進廚藝，旅途中收了四郎為徒。

### 《真・中華一番！》
劉昴星回到陽泉酒家後的某日，「鋼棍」解師傅前來陽泉酒家踢館，與劉昴星不打不相識，進行燒賣對決後結為好友；不久後陽泉酒家接到「面具廚師」李嚴寄來邀請函，李嚴企圖殺丁油報仇，在敗給劉昴星之後向他透露企圖以料理統治中國的「黑暗料理界」之事；數日後、劉昴星與曾是陽泉酒家學徒的「七星刀」雷恩進行鯛魚料理對決，並在比賽中得知「傳說中的廚具」之事。這批藏於中國各地的廚具各個具有神奇力量，傳說只要能吃上以所有廚具做出的料理便能長生不死。為了不讓該廚具落入黑暗料理界手中，劉昴星、梅麗、雷恩、解師傅和四郎組成「光明廚師團」展開搜集廚具的旅程。
眾人造訪上海遇見三傑，他們接到黑暗料理界的挑戰，雙方各派出四名廚師、以爭奪記有「傳說中的廚具」地點的藏寶圖為目標展開筵席料理對決，劉昴星在第四回合對決中與墮入黑暗的師兄紹安再會，並在豆腐對決中再度取勝，紹安悔過後投海自盡。接著、廚師團接連取得幾項傳說廚具，但劉昴星卻在長江一戰中險敗黑暗料理界的幹部「五虎星」之一的「豹子頭」亞刊，並因此與解、雷兩人分離。
劉昴星、四郎和梅麗與蘭飛鴻重逢，回到四川菊下樓的劉昴星與趁隙滲透的五虎星之一的「飛天大聖」朱七對決，擊敗他後與他成為好友，之後、他主動進攻黑暗料理界總部「梁山泊」擊敗「五虎星」之一的「豹子頭」亞刊。另一方面、在敦煌的解師傅和雷恩也為了傳說廚具與五虎星之一的「青眼虎」密拉對決。為爭奪最後兩項傳說廚具，眾人齊聚北京紫禁城展開對決，五虎星之首「入雲龍」凱由企圖以毒膳謀害擔任評審的慈禧太后，但遭劉昴星識破並擊敗，並因謀反而遭亂箭射殺，而另名五虎星「浪子」顏先也自知不敵蘭飛鴻而陣前投降，黑暗料理界勢力因而瓦解，傳說廚具因沾上凱由的血而盡數失效。在那之後劉昴星等人再度展開旅程，用料理帶給大家幸福。

### 《中華一番！極》
劉昴星回到故鄉四川參加亡父瑪琉的祭禮，菊下樓遭神秘勢力炸毀，同為參加祭禮的龍廚師兼瑪琉的弟子路以認為這個事件是與他的師傅瑪琉有關，認為瑪琉仍然活著，劉昴星決定展開尋找父親的旅程，並且解開父親失蹤多年的原因，查出太極料理界的所有謎團的源頭。

## 登場人物

### 主角群
劉昴星／小當家(台)（聲：田中真弓、藤原夏海（真）（日本）／許雲雲（台灣）／袁淑珍（香港）／王旻瑛（客語））
男主角，四川省成都人，「玉麒麟」劉瑪琉和阿貝師傅之子，13歲，姊姊名叫嘉靈。頭戴頭巾並將一頭藍色長髮束在後腦勺。擁有過人的超味覺與驚人的記憶力，只要吃過料理就可以知道食材。母親去世後一個月，和紹安競爭「菊下樓」新任大廚之位並獲勝，接著到廣州陽泉酒家丁油門下拜師學藝，成為負責蔬菜的四等廚師，並參加測驗成為史上最年輕的特級廚師，後期在得知黑暗料理界的陰謀後開始與之對抗。
漫畫版最終回時成為宮廷御膳房龍廚師，但他想擴充料理筆記本的內容，決定和阿飛進行新的料理修行之旅，結果被梅麗等人發現，最後梅麗、四郎、解師傅、雷恩、三傑、朱七、密拉、嘉靈、羅添大師、丁油師傅等人皆全都跑來一同加入，共同踏上旅程。
動畫版則改為取得魔聖銅器後，於北京紫禁城與被黑暗料理界下毒藥控制心智的阿飛與兩名麟廚師「螳螂鬼」揚士、「雙尾蠍」賴賀進行「中華百選御前料理對決」，雖然中途一再遭受皇帝的秘書官龍總管的惡意阻撓，但還是逆轉勝，正式站上中國料理界的頂點，成為名副其實的中國第一廚師，並被任命為御膳房大廚，但僅擁有的傳說廚具為「永靈刀」、「轉龍壺」、「魔聖銅器」三件，其餘五件尚未找齊，認為自己的重要使命尚未達成，於是向皇上與李提督婉拒接任御膳房大廚，與梅麗、四郎、解師傅、雷恩、阿飛繼續踏上尋找傳說廚具的旅程。
《中華一番！極》的故事中，劉昴星回到故鄉四川參加父親瑪琉的祭禮，卻發生菊下樓遭神秘勢力所炸毀，一同參加祭禮的龍廚師兼瑪琉的弟子路以認為這個事件是與下落不明的瑪琉有關，因此劉昴星決定展開尋找父親的旅程，並解開新的敵人——太極料理界的謎團。原型為移居日本，並開設知名川菜館「四川飯店」的華人川菜廚師陳建民之子，且同為知名的華裔川菜廚師陳建一,一說歷史上的原型為劉銘傳。
周梅麗／嘟嘟(台)（聲：雪野五月、茅野愛衣（真）（日本）／馮美麗（台灣）／鄭麗麗（香港）／彭月春（客語））
女主角，廣東省廣州人，丁油與梅香的獨生女，「雲裡金剛」蘇萬與梅蘭的後嗣、廣義上的玄孫女（外孫女的外孫女）。原為14歲，燒賣對決過後是15歲。容貌與過世的母親梅香極為相似。
因在陽泉酒家內與阿昴的年齡相近，所以兩人經常在一起工作、玩耍，喜歡阿昴，當阿昴通過特級廚師測驗、決定展開小旅行時還自願跟他一起走。本身雖然不是廚師，但對於中華的飲食有一定認識。故事前期個性較為開朗樂觀；中期加入四郎後，則多了一些活潑風趣的相處個性；後期則漸趨穩重成熟。
在四川菊下樓與五虎星之一的「飛天大聖」朱七意外有一段情海翻波，還在樂山大佛被朱七親了自己的嘴唇，此舉一度造成阿昴自暴自棄。在朱七與阿昴的最終對戰中，從阿昴的料理明白了阿昴對她的情意，進而解開原先心理的困擾枷鎖，也使得兩人的感情聯繫更加穩固與長久。
在萬里長城準決賽被阿昴選擇擔任其人生最重要一戰的料理助手。
四郎（聲：坂本千夏、藤井幸代（真）（日本）／姚敏敏（台灣）／黃鳳英（香港）／林鈺婷（客語））
11歲，廣西省桂林人，中日混血兒，母親為日本人，自稱是阿昴的第一弟子。雖然曾有在外學習料理三年，但是卻從未認真學習過。個性開朗，常愛耍嘴皮子與搞笑，個性好色，不時會藉機偷吃梅麗的豆腐，為本作主角一群人裡的甘草人物。
在家鄉因緣際會遇到阿昴後，硬要拜阿昴為師，並跟隨一同進行西南料理修行。結束西南之旅後被安排進陽泉酒家打雜，因他做了一道未過油的炒什錦蔬菜，讓阿昴意外認識解師傅；曾捲入異人館事件的龍蝦三爭霸最終回合，而他在無法確定的狀況下選中阿昴的料理。後來隨著阿昴等人一起尋找傳說廚具。當梅麗面臨阿昴與朱七的內心抉擇時發揮了點醒作用。在他途經陝西時遇到了情竇初開的小女孩佑華，合作開了一家名為「拉麵四郎」的拉麵攤一段時間，離行之際約定以後一定會回來找她，請她品嚐自己出師後的料理手藝，此後逐漸變得較為成熟穩健。
《中華一番！極》的故事中，與劉昴星等人通關劍閣關卡時，因自身的實力不足而被攔阻，但在緊迫的一晚時限內開發出他在本作中的第一道獨門料理「重層回鍋肉」而成功過關。
解魯（聲：家中宏、中村悠一（真）（日本）／周寧、陳幼文【ep.28-30代班】（台灣）／林保全（香港）／楊明剛（客語））
通稱解師傅（又譯：紫龍）或鋼棍解（東立出版社稱「解鐵棒」），約20歲。出生於盛產點心的山西省，是製作點心的天才高手，長期遊走於中國各地，數年前以最小年紀取得點心師最高榮譽「特級麵點師」的頭銜。
個性爽朗正直，但常會在喝酒之後誤事。擁有一根黑色鋼棍，以其驚人的臂力揮舞能颳起暴風，鋼棍前端刻有不少名為「擊墜記號」的黃色星記，代表他擊敗各地有名廚師的紀錄，黑暗料理界的手下曾一度搶走此鋼棍，但不久之後成功奪回。
當他行至廣州陽泉酒家時，與阿昴進行燒賣對決，之後與阿昴成了好友。神前刀工對決時接受阿昂的委託打造出阿貝師傅曾見過的黑暗秘傳菜刀“百穴菜刀”，後來成為阿昴對抗黑暗料理界的左右手之一。
在樓麟艦宴席料理對決第二回合，他以自創會發出猶如笑聲的炸包子料理「黃金開口笑」，和傳奇麵點世家「麵點王」羅根的「四神海鮮八寶包子」打成平手（在動畫《真·中華一番！》羅根在平手後宣告認輸而變成解師傅勝利），在得知戰成平手以後，和羅根相互叫囂發生肢體衝突，不過卻在一陣扭打之後和羅根化敵為友，並且彼此英雄相惜，立下十年再戰之約。後於長江上與阿昴等人分道揚鑣，在敦煌遇見五虎星之一的「青眼虎」密拉並對她一見鍾情，但為了守護廚具地圖而與她對決，使盡渾身解數作出究級奧義料理「無影麵」，卻不敵密拉的瞬間複製能力及香料不等式，落敗後履諾跳崖未死，其後他救下了被雷恩打敗並同樣自願跳崖的密拉，有情人終成眷屬。後來帶著保存沿路收集之大量食材的傳說廚具「靈藏庫」，與密拉一同到北京協助阿昴參加最終決戰。
五虎星之一的「豹子頭」亞刊曾評價他嚐遍中國各地美食，具有紮實的舌功與正確的料理判斷力。
因動畫版的長相酷似台灣藝人徐乃麟導致常被網友戲稱「乃哥」而為網路迷因。
雷恩（(香港:利安)聲：神奈延年、野田順子〈幼年、少年〉、杉田智和（真）、青木志貴〈少年〉（真）（日本）／陳進益、姚敏敏〈幼年〉（台灣）／郭志權、盧素娟〈幼年〉（香港）／黃紹彬（客語））
陽泉酒家曾引以為傲的天才料理少年，羅添大師生平唯一直傳弟子。擁有過人天賦，被稱為羅添大師未來的繼承人，和梅麗是青梅竹馬。16歲，刀工實力驚人，人稱「刀工超人」，擅長海鮮料理。
為人冷靜而仁慈，經常在宰殺完一隻動物之後，會貼上一張符紙為其超渡，且在他幼時就會為動物立墳塚。後離開陽泉酒家外出進行料理修行，為了追求更高的廚藝境界而踏入“黑暗料理界”。
經過兩年黑暗料理界的嚴厲訓練後，他的刀工實力已達到相當高明的程度，一度被視為大幹部候補，還取得一組由鑄刀名匠羅歇特別打造的“七星刀”（包括一把用冰做的黑暗秘傳菜刀“北辰天狼刃”），然而因一時偏念試圖殺了為其鑄刀的羅歇，懊悔之餘向黑暗料理界高層坦承罪行，但反而被高層視為表率讚賞，使他意識到組織的本質而抱著必死的決心叛逃，不久與阿昴在爭奪「永靈刀」的神前刀工對決上化敵為友，後來成為阿昴對抗黑暗料理界的左右手之一。
在樓麟艦宴席料理對決第三回合，他敗給使出詭計的「一丈青」向恩，在得知了羅歇之死的真相後，雙方的七星刀廝殺讓羅歇的魂魄顯靈，羅歇接受了他的懺悔。後於長江上與阿昴等人分道揚鑣，在敦煌勝過五虎星之一的「青眼虎」密拉。後來到北京協助阿昴參加最終決戰。
五虎星之一的「豹子頭」亞刊曾評價他徘徊於光明界和黑暗界之間且情緒不穩定，故認定他不能勝任自己和劉昴星對決的評審。

### 四川菊下樓
菊下樓是位於四川省成都市最知名的國營第一餐館，歷任的主廚皆由當時四川省最出名的廚師所擔任，而其中有一不成文的就任規定，即在主廚職位交接之際，必須由新舊兩位主廚進行一場料理對決戰，失敗者將會永遠喪失廚師資格。其前任主廚為劉昴星的父親瑪琉，過世後由妻子阿貝師傅代為接任，將其發揚光大，終使菊下樓之名享譽全國。
劉瑪琉
《中華一番！極》登場。二十年前就任菊下樓大主廚，阿貝師傅的丈夫、劉昴星與珂玲的父親，是一名異常出奇的廚師，也是唯一能以「純心」引出傳說廚具真正力量之人。被譽為「川菜皇帝」，但因某個重大嫌疑而從歷史中除名。
出生於黑暗料理界，原本為內定領導人，其外號為「玉麒麟」，然而十幾歲時被玉仙老師收留並學習四川料理，後來進入菊下樓，和阿貝師傅相戀並入贅結為連理，十一年前他被太極料理界盯上而墜崖，但至今似乎還活著。劉昴星因家人不願提及而對其所知甚少。他的第一弟子是現任宮廷御膳房「龍廚師」路以師傅。
後來白虎壺顯現出修力的執念認為曾參與西安麵條比賽的敖華即是瑪琉本人。
外號與造型設計取材自中國水滸傳的「玉麒麟」盧俊義一角。
劉阿貝（聲優：吉田理保子（日本）、高橋美佳子（真）／馮美麗（台灣）／盧素娟（香港））
特級廚師（動畫設定為通過廣州測試的廣州特級廚師；漫畫《極》則設定為四川特級廚師，臂章為「玄武」圖案）。
為雲南省永昌府芒市人，傣族，原菊下樓大主廚與總廚師長兼經營者，劉昴星與嘉靈的母親，僅在劇情回憶中出現。有「四川料理仙女」之稱的天才廚師，是整部故事中影響劉昴星家的料理創作最深刻的重要人物，亦是其料理的原點。多年前曾救了李提督一命，用「魔幻麻婆豆腐」救助虛弱的李提督，結下深厚友誼，亦是使李提督後來看好其子劉昴星並栽培他成為料理界新星廚師的主要因素，後來開了菊下樓之後，在李提督推薦下使菊下樓成為被清廷認可的國營餐館之一，年輕時曾走遍中國大陸並與黑暗料理界交戰，並在故鄉留下了一本記載當年戰鬥過程、料理招式和食譜的筆記本。當年與黑暗料理界最高幹部「五虎星」之一的「豹子頭」亞刊舉行料理對決，最後戰成平手，離開前對亞刊空有廚藝而無良心感到惋惜。在該戰中連帶救下了差一點成為黑暗料理界幼小成員的小嬰孩阿飛，亦是後來阿飛視其為人生最大恩人的主要原因。在經營菊下樓時，由於她的第一弟子紹安完成學藝後叛逃，還帶走當時菊下樓的存款及三位主要廚師，使她必須讓自己超時、超量地工作來維持菊下樓當下的經營狀況，導致最後過勞早逝。
劉珂玲／精靈(台)（聲優：引田有美（日本）／姚敏敏（台灣）／黃麗芳（香港））
劉昴星的姊姊，四川省成都人。個性開朗活潑，自稱自己是「菊下小町」。曾在特級廚師測驗前一晚來到陽泉酒家探視劉昴星，並將阿貝師傅以前的料理工具、菜刀和能讓淡水變為鹼水的神奇石頭交給劉昴星，同時也因劉昴星在信上常常提到梅麗而與梅麗結識。
漫畫版因北京姜親王南下進行全國視察，洛陽知縣到四川時命令菊下樓必須做出最棒的料理款待親王，恰巧劉昴星不在四川、李提督奉命外出領兵打仗，突然出現的裘七（實為黑暗料理界五虎星之一的「飛天大聖」朱七）展現其優秀的廚藝技術，故決定聘其擔任菊下樓的臨時大主廚一職。

### 廣州

#### 陽泉酒家
位於廣東省廣州府（今廣州市）最具知名的第一餐館，原名南鮮酒家，因遭法國廚師巴傑魯縱火焚毀，後靠法國領事館布朗先生給予的慰助金，以及廣州餃子大賽獲勝的獎金重建餐館，並重新另取新店名為陽泉酒家。其傳統的料理精神為「顛覆傳統」。原有不成文的「定額制」規定，後由羅添大師決定正式將其廢除。
羅鋈／十全大師(台)
72歲，廣東省廣州人，廣州特級廚師，廣州料理界的龍頭，亦為廣廚聯四天王之一，陽泉酒家老闆兼總料理長，但平日甚少進入陽泉廚房，將陽泉廚房之責全權交予周瑜管理。廚藝、刀法據傳極為驚人，雖年紀漸長，但火工與刀工從未因老邁而減退，此外亦有精湛的釣魚技術。
雷恩的師傅，而雷恩是自己親手調教出的門下唯一弟子。與朗文大師屬同一輩分，亦互為多年好友。本身個性頗為沉穩，充滿著長者與智者的高手風範，而動畫版除了沈穩外，亦多增加了一些較為風趣、搞笑的老頑童性格。好喝酒，故常常被四郎稱之為「老酒鬼」。而他自己則愛稱四郎為「打雜的小鬼」。
三十年前被任命為傳說廚具地圖的管理者，後希望劉昴星等人負責將永靈刀以外的七件傳說廚具一一尋找出來並對抗黑暗料理界。
最後為了觀看劉昴星等人在御前料理對決出賽，與周瑜特地從廣州趕來北京，外型和功夫取自電影「醉拳」中的蘇燦。
周瑜／丁油／及第師傅(台)（聲優：大塚明夫、下山吉光（真）（日本）／陳進益（台灣）／陳欣（香港））
因漫畫中姓名使用片假名「チョウユ」，早期出版社以音譯將其翻譯為「丁油」。
廣東省廣州人，廣州特級廚師，陽泉酒家副料理長，梅麗的父親，劉昴星的師父。手藝爐火純青，刀工、麵點、燒烤技術一流，因羅添大師長期甚少管理陽泉廚房，故實為陽泉廚房的實際負責人。
身形高大，個性嚴肅，訓練劉昴星時頗為嚴格，但待人善良。後在海鐘公園異人館的「龍蝦三爭霸」對決戰中，曾被當年學習時期的師兄弟李嚴用毒蠍陷害，其後揭露出他當年與梅麗母親梅香年輕時候的愛情經歷，讓人感動無比，最終於李嚴臨死前夕，終解開彼此多年心結。因永靈刀搶奪事件，在劉昴星一行人尋找廚具期間，一直在廣州用山泉水淨化遭汙染的永靈刀，於北京最終決戰期間，終帶著已成功淨化過後的新“永靈刀”前來相助劉昴星，為劉昴星四個插有一把菜刀砧板之第四砧板戰友人選。
最終結局在慶祝劉昴星成為宮廷龍廚師的聚會上，當眾人詢問他想吃劉昴星作甚麼菜時，還趁機揶揄要點劉昴星唯一曾弄得灰頭土臉的「炒青江菜」。
番外篇中可知，他亦是廣州大胃王競賽蟬聯十連霸冠軍的傳說蒙面大胃王選手。
因日文漢字與三國演義的「周瑜」名字相同，故大陸中譯改翻為音似的「趙瑜」以示區別，台灣東立版則維持「周瑜」之名。
梅香（聲優：木村佳乃（日本）／姚敏敏（台灣）／雷碧娜（香港））
周瑜的妻子，梅麗的母親，在梅麗出生沒多久後就早逝。為十六年前廣州一家知名餐館老闆的獨生女，為人個性不僅溫和，本身亦是當地鎮上出名的美人，曾被李嚴產生仰慕與一見鍾情。時常在父親的餐館內幫忙打理各項相關事務，諸如幫客人點菜、送菜、結帳買單事務等等。
當年自己早已與周瑜私訂終身，可是父親對周瑜相當地很嚴苛，為了試探他是否能夠給梅香帶來終身幸福的人選，於是特地舉行一場以龍蝦三爭霸為主題的招親料理對決，剛好報名與周瑜的對決的人者是李嚴，由於擔心周瑜會被打敗，擅自瞞著父親與眾人在暗中將塗有麻藥的針置於龍蝦籠裡，導致李嚴不慎中毒而敗北，周瑜覺得如果把他跟梅香私訂終身的事告訴李嚴，一定會給他造成嚴重的打擊，於是決定讓自己負責承擔所有的重責，但是此事造成李嚴對周瑜產生誤解與怨恨的殺意，連梅香對自己的內心產生罪惡感，一直到最後對李嚴一事極度懊悔然後積鬱早逝，她在臨終前曾託付周瑜如果跟李嚴再次碰面的話，告訴他自己很對不起他。
王福
動畫原創，陽泉酒家三等廚師，未直接出場，當時是由旁人的言語提及。劉昴星初至陽泉在青江菜測試慘遭挫敗，當時王福所炒的豆芽菜作為比較對象，博得眾人一致認為可以賣的好評。可算是意外「間接」成為長期以來唯一打敗劉昴星的過場人物。

#### 廣州廚師聯合會
廣州廚師聯合會，簡稱廣廚聯，所屬成員皆身著附有頭帽的連身斗篷。凡廣州有關料理的一切大小相關事務，皆在其管轄範圍之內，在廣州料理界具有至高無上的權力與象徵。
為了追求料理的美味將自己的親人來擔任試吃員，導致有很多試吃員因吃太多油膩的中國菜時處於營養失調與嘔吐的狀態，最後靠劉昴星與秋蘭合力完成的鳳凰水晶豆芽菜料理下大所改變。
關長老（聲優：佐藤正治（日本）／官志宏（台灣））
廣廚聯盟主，同時為廣廚聯四天王之首，廣州料理界最高權威。首次登場於陽泉酒家縱火事件，原先為人高傲自負，處事獨裁霸道到易於輕易相信部下之言，種種狀況皆連帶使得廣廚聯的整體風氣跟著窒礙不前一直無法進步，後見識到劉昴星與秋蘭合力完成的鳳凰水晶豆芽菜料理，對於「對飲食的關心」思維有更深刻的體會感想，後重新整頓整個廣廚聯內部風氣與制度，使其有煥然一新的正向風貌。後於廣州懷光寺餃子大賽、大仙寺神前刀工決戰皆有登場，皆有以主辦人、試吃評審的身分登場。
關秋蘭
關長老的孫女，擔任廣廚聯的試吃員，由於吃太多油膩的中國菜而感到很厭惡，因此靠喝酒來彌補自己受創的身心，結果不但讓內心變得暴躁也讓很多廚師因為無法獲得自己口味認可而被處刑，淪落到無法去同情他們的模樣，雖然對自己的行徑感到後悔卻只能以無言抗議來表達廣廚聯的料理作法，後來劉昴星發現自己的處境熬煮清淡的粥醫療好自己的身心，並且跟他合力完成的鳳凰水晶豆芽菜料理來改變廣廚聯的料理作法。
動畫未登場。
翁
廣廚聯幹部，於陽泉酒家縱火事件時受約翰·巴傑魯的賄絡來誣陷劉昴星為縱火犯人。真名不詳，僅知姓翁。後因被李提督抓到的巴傑魯供出下遭到逮捕與審判。

#### 特級廚師測驗
此測驗是成為特級廚師必須通過的考驗，每四年舉辦一次。動畫中僅出現廣州的考場。通過測驗者會授與一只可別於衣袖上臂處，外圍由青龍圍成圓圈的圖騰，中書「特」字的圓形特級廚師徽章（廣東省）。徽章會因所在地而各有不同，例如四川省特級廚師的徽章為玄武，中間的「特」字亦是由玄武龜背上的蛇所盤繞。
王虎（聲優：堀之紀（日本）／周寧（台灣）／陳永信（香港））
在初試時與劉昴星爭奪最後一名參賽資格，因劉昴星完成料理時太興奮卻忘記舉手而被他搶先，所做的料理是東坡肉麵（漫畫版是羅添大師所做的料理），但是因為東坡肉麵的配料相當極盡華麗，被評審認為與蘇軾一生兩袖清風、將榮華富貴置身度外的形象不合（事實上蘇軾在飛黃騰達時也相當揮霍）而被淘汰。
漫畫版中，只是個解說來參加考試的有哪些人的路人。
芝琳（聲優：深水由美（日本）／姚敏敏（台灣）／黃鳳英（香港））
廣州料理界中被人稱「魔女」的女廚師，初試以蛇、青蛙、兔子、鴿子、雉雞、蠍子、蝙蝠等材料做出野味麵，複試做出墨魚汁炒米粉，但是她不僅在料理上添加鴉片原料罌粟花的成分，還在劉昴星的脖子上插針、企圖麻痺其味覺，被劉昴星與阿飛聯手揭發因而被淘汰，不只被褫奪廚師資格也終生不得再踏進廣州。
事實上清末時期並沒有將罌粟花視為不可入菜的毒物。
小單（聲優：古田信幸（日本）／周寧（台灣）／林保全（香港））
「判林酒家」大廚，被譽為實力不輸丁油師傅的廣州年輕廚師。初試做出八寶麵，以八種材料加上雕刻食材製成。複試為貓耳朵，採僅用右手拇指之力，挖出一朵朵貓耳朵的圓形成品之特殊料理招數，但由於使用的材料還是麵粉，因此被小韓評為創意太沒深度，且被雷花評為以華麗的表演來掩飾的平淡創意，因此其作品連試吃都不用試吃就被淘汰。
初登場於廣州餃子大賽，但僅為一名過場人物。因與餃子兄弟的餃子比數懸殊，評審公佈盤數時還在偷吃自己的餃子企圖多增加些盤數。最終的北京料理大賽中，有前往參賽。
小韓（聲優：中田讓治（日本）／官志宏（台灣）／黎偉明（香港））
「東江館」新人高手，外號「蠻武者」(動畫)、「捷猛士」(漫畫)，隨身掛著一對鐵鍊連結的雙截菜刀。初試做出超級濃縮麵，以牛骨、豬骨、雞骨大量聯合熬煮高湯製成。複試為蛋花餡牛肉麵，以牛肉當成麵條，配上炒蛋，符合麵非麵的資格，不過因試吃了劉昴星與阿飛的作品之後，明白自己的作品不及他們，所以在參賽者互相評分時刻意給他們最差的一分，而被雷花判定他無法公正評審他人料理導致被淘汰。最後坦承認輸，決定再回去重新學習。漫畫版於最終的北京料理大賽中，有前往參賽。
雷花（聲優：一城美由希（日本）／姚敏敏（台灣））
複試主考官，有「廣東料理豹女」之稱的傳奇女廚師，是唯一能與阿貝師傅匹敵的傳奇性人物。其才華無人能及，由於待人嚴厲，因此尚未收過任何弟子。
在特級廚師測驗中，從頭到尾都沒有親自試吃，而是讓劉昴星等五位複試考生彼此互相試吃。

### 上海龍鎮酒家
龍鎮酒家是位於江蘇省上海縣最具知名的第一餐館，亦為上海歷史悠久的老餐館。由唐氏父子兩代共同經營，旗下擁有數多名幹部與員工，陣容堅強，對於上海地方社會有不小的影響力量。
單林／唐林（聲優：田中正彦（日本）／周寧（第4集）→官志宏（第45集）（台灣））
江蘇省松江府上海人，上海龍鎮酒家的老闆兼總料理長，亦為廚師大聯合會的元老成員，乃上海料理界的龍頭，為唐三傑（阿Q）的父親，實力驚人。在動畫版中曾創出名為「月暈」的蘿蔔超薄片刀工技法，但教授廚藝的方式極為嚴格，也曾造成與兒子三傑之間的父子之情產生隔閡，後三傑克服幼時的刀工恐懼症後，與其恢復父子原有的親情。原作則是在上海篇中才出現。
擁有收藏傳說廚具「轉龍壺」的暗號地圖。為了商討如何對抗黑暗料理界，與上海廚師大聯合會的各位長老於黃浦江上集合開會，不料當下卻遭黑暗料理界綁架挾持，連帶暗號圖亦被奪走，後因劉昴星等人在樓麟艦宴席料理對決中獲勝，成功被解救。
在作者另一部作品《雙雷傳》中被翻譯為唐鯉。
唐三傑／阿Q(台)（聲優：阪口大助【初代】→岩永哲哉【二代】、岡本信彥（真）（日本）／姚敏敏（台灣）／梁偉德（香港））
江蘇省松江府上海人，上海龍鎮酒家的少爺，陽泉酒家的前四等廚師。為劉昴星陽泉酒家學徒時期的師兄弟，但初期非常瞧不起劉昴星。平時看似極為懶散，時常在白天打瞌睡，實則因為自己都在夜晚苦練甩鍋技術，且是個很重友情的人。
年幼時不小心意外用菜刀切到自己的左手，造成日後每次握刀就會產生刀工恐懼症，且因父親嚴厲管教下導致父子關係不佳而離家出走，使得他輾轉來到陽泉酒家。待在陽泉期間藉由劉昴星的幫助下找回做菜的熱忱，使他決定返回上海重新展開料理訓練，並將自己在陽泉日以繼夜練甩鍋的料理鍋留給劉昴星，此鍋亦成為日後劉昴星參加特級廚師測驗、西南料理旅行以及尋找傳說廚具之旅不離其身的重要料理鍋。
回到龍鎮酒家後，練就出精確無比的刀工，被視為上海料理界的明日之星，並與父親和好。之後劉昴星率團出發尋找傳說廚具來到上海而與之重逢，同時結識解師傅、雷恩、四郎，不久其父被黑暗料理界綁架，他隨同劉昴星一行人對抗黑暗料理界。在樓麟艦宴席料理對決第一回合，他以“彈跳甲魚湯”戰勝黑暗料理界的“錦毛虎”駱可。對決落幕、平安從樓麟艦脫逃後，與父親及五大工會會長目送劉昴星一行人出發離開上海，也是他第二度告別劉昴星。
漫畫版北京最終決戰裡，攜帶轉龍壺前來相助劉昴星，為劉昴星四個插有一把菜刀砧板之第三砧板戰友人選。
三守
上海龍鎮酒家，單林、唐三傑父子旗下所屬員工、手下當中的領導人，身體壯碩，對其父子非常效忠，稱單林為老爺，三傑為少爺，是三傑的得力助手，兼專屬保鑣。時常跟三傑一塊行動（上海黃浦江樓麟艦戰、尋找轉龍壺、拜訪大四水鏡、廚林寺修行...等）。

### 北京紫禁城
西太后（慈禧太后）
只在漫畫版出現，真實歷史人物。中國政治最高權力者，擔任最終萬里長城決賽的評審，也是「入雲龍」凱由欲實現其「桃花源計畫」的最終下手目標。
因吃了凱由所做的毒膳料理，頭髮變白，差點喪失心智，最後因為服食了劉昴星所做的母親太陽球而回復，並宣告劉昴星獲得最後決賽勝利，為大清帝國中華料理界的總領導人，並制定包含特級廚師在內的選拔規矩。
皇帝
動畫原創，其名號「清仙宗光豐帝 載儀」。中華百選御前料理對決的最終評審。因長期吃豐盛的中華料理，而導致身體積弱不振，後被劉昴星、解師傅、雷恩三人合作完成的百道藥膳特色的料理全席，將其身體瞬間恢復元氣，展現出異常驚人的吃飯形象，在以秋風掃落葉般的氣勢一口氣吃光劉昴星等人的一百道料理後，宣布御前料理對決的贏家是劉昴星。
原本一直很信任龍總管，最後在阿飛抖出與黑暗料理界掛勾內幕以及看見李提督率眾逮捕龍總管後，才得知自己一直被龍總管欺騙。
動畫中與其相關的劇情基本上都是改編自原作中與廣廚聯關長老的孫女秋蘭相關的劇情，只是幕後黑手從巴傑魯換成黑暗料理界而已，歷史上的原型是愛新覺羅·奕訢。
龍總管（聲優：岸野幸正（日本）／官志宏（台灣）／黃子敬（香港））
動畫原創。皇帝身邊的御用秘書官，但其實他是黑暗料理界的眼線，阿飛、賴賀、揚士三人就是因為有他才得以順利進入宮廷。而且他還在中華百選御前料理對決上數度對劉昴星、解師傅、雷恩三人百般阻撓，可惜最後在阿飛抖出一切真相之下，遭到被釋放後的李提督率眾就地逮捕。
此角色參考自原作中和巴傑魯勾結的廣廚聯幹部「翁」，造型跟其相比只是換了穿著而已。
洪太監
宮廷宦官，實為太極料理界的眼線。

#### 御膳房
御膳房是中國最高料理機構，專司國家皇室成員的料理工作，亦是每位廚師所追求之最終目標，御膳房的御用廚師稱為龍廚師，在全國廚師界中享有最高地位，本身亦具有官銜。每位龍廚師皆有一把刻有“龍”字龍形圖騰的菜刀，作為龍廚師身分的象徵信物。
李提督（聲優：小杉十郎太（日本）／官志宏（台灣）／招世亮（香港））
現任宮廷御膳房總監督，過去也是御膳房大廚。在中國料理界佔有舉足輕重的領導地位，不僅擁有全中國各地國營餐館大廚的人事任命權，亦擁有直接率兵出外征戰的軍事權，為大清北洋水師提督，亦擔任中華料理界領導人之一。
乃提拔劉昴星成為中國第一廚師的重要推手，在四川與廣州時對他都非常照顧。為了讓劉昴星到廣州學習親筆寫介紹信要他交給廣州第一名店陽泉酒家的丁油大廚，歷史原型為北洋水師提督李鴻章。
朗文大師（聲優：緒方賢一（日本）／周寧（台灣））
滿族人，旗人廚師，祖上為鈕祜祿氏 ，是遠在李提督之前更早年代的前任宮廷御膳房總監督，也是中國料理界的權威，算是李提督的前輩。他在辭職後便遊走中國大陸各地，尋找美食與傑出廚師，退休後在宮廷與民間料理界仍然德高望重。
他曾在廣州餃子大賽出現，由於他的高度評價，使得陽泉酒家的盤數急速上升，曾建議廣州餃子大賽在比一回，欣賞劉昴星的廚藝，曾經開導餃子兄弟中的武雄，使之找回做美食的初心。
朱元大師
現任宮廷御膳房總料理長兼龍廚師統領，擁有崇高的權力地位。
蘭飛鴻（聲：置鮎龍太郎 、嶋方淳子〈幼年〉、榎木淳弥（真）（日本）／陳進益、姚敏敏〈幼年〉（台灣）／蘇強文、黃鳳英〈幼年〉（香港））
15歲，直隸省順天府北京人，特級廚師，人稱“天才阿飛”。為整部故事當中唯一一位從頭到尾與劉昴星的各回料理對決戰中皆戰成平手的天才廚師，是能與劉昴星並駕齊驅的人物。
長髮美少年，師出廣州「大同館」。料理手藝高超秀逸，於特級廚師測驗之際，不管是在初試或複試的時候，都適時的給予劉昴星各項提醒與幫助，最後與劉昴星一同榮獲特級廚師頭銜。
認為「料理是屬於人民的」，在特級廚師測驗結束之後輾轉升任北京宮廷御膳房龍廚師，以一年的時間將朝廷自民間蒐集而來並封印在紫禁城中唯有供皇帝獨享的三千道宮廷料理食譜手抄一份，最後再運出來分送到中國各地。
出生於黑暗料理界總部梁山伯，生父為清朝皇帝，生母為鳳凰八仙彪佳，彪佳透過代理孕母母夜叉二娘生下他。在嬰兒時期淪為黑暗料理界的無辜俘虜時恰逢阿貝師傅到梁山泊與亞刊進行料理對決，期間以廚具地圖作為交換將他救走，因此將阿貝師傅視為恩人。後期跟著姜親王的全國巡視隨行廚師團，在四川菊下樓曾幫助一度被朱七給設計處於不利狀態的劉昴星。隨後又向姜親王申請一短期休假，外出與劉昴星、梅麗、四郎四個人一起展開尋找傳說廚具之旅，後與劉昴星在成都的“鳳雛瀑布”中得到第四樣傳說中的廚具“迦樓羅刀”，在持有該廚具呈現出繼承人的“瑞鳳紋”象徵紋飾，但認為還沒到用它的時候，所以先將“迦樓羅刀”丟入該瀑布的湖底，並結束與劉昴星等人短暫的結伴之旅隨同姜親王一行人往返北京。在最後北京最終決戰中以面具女廚師「貝蘭」身分帶著其拾回的迦樓羅刀參賽，預賽時以一人之力完成一百零八道滿漢全席，之後和黑暗料理界五虎星的“浪子”顏先對決回合的表現更迫使對方棄權。當黑暗料理界正式瓦解後主動將曾在預賽時助其取得佳績、也是當下唯一保有靈力的傳說廚具迦樓羅刀丟入萬里長城的山谷下，隨後要求與劉昴星在萬里長城上一決勝負，結果他們仍然戰成平手，之後他榮升為宮廷御膳房副料理長，但最終選擇放棄官位並與劉昴星等人一同上路。現為尋找瑪琉並決心捉拿他。
舊版動畫版則改為過去父母於年幼時期被黑暗料理界的人給殺害，逃離暗黑料理界因體力不支倒地被阿貝師傅救起，並把她視為最大的恩人，之後為了替親人報仇獨自前往梁山泊卻被打昏並被下毒藥控制心智，與兩名麟廚師「螳螂鬼」揚士、「雙尾蠍」賴賀於北京紫禁城和劉昴星、解師傅、雷恩進行「御前料理對決」，雖然創出新滿漢全席先佔優勢，但最後還是被逆轉打敗。其後劉昴星以「永靈刀」、「轉龍壺」、「魔聖銅器」三件傳說廚具做出的湯讓他喝下而將控制心智解除了，他道出龍總管為黑暗料理界爪牙的真相，之後他被李提督判以將功贖罪，使他與劉昴星、梅麗、四郎、解師傅、雷恩踏上尋找傳說廚具的旅程。
瑞／路以
滿族人，宮廷御膳房龍廚師，有旗人血統，祖上為八旗路氏，為瑪琉大師（劉昴星之父）的首席大弟子，於《中華一番 極》中登場。
兼具傑出的廚藝和武功，他在瑪琉大師第十三次法會返回菊下樓參加祭祀時，以無我的精髓重現瑪琉大師的招牌麻婆豆腐料理。然而他很容易受到空腹影響。
曾向菊下樓眾人道出師徒兩人被人逼上懸崖的往事，當時瑪琉為了救自己墜崖深處。後得知「中華大四」之一的玉仙大師在稍早短暫駐留菊下樓時稱瑪琉尚在人世，為解開謎團帶著劉昴星、梅麗、四郎四人一同啟程拜訪玉仙大師。

### 中華大四
作為中國四大料理頂級廚師的四人。
玉仙
150歲，四川料理的頂級廚師，偏愛蛋料理。
平時住在青兆山山頂的仙境。劉瑪琉的師傅。
水鏡
俊美的青年，上海料理的頂級廚師，常吃魚料理。
平時住在杭州西湖。與龍鎮酒家的三傑父子以及御膳房朱元大師熟識。

### 廚林寺
位於嵩山峻極山的寺院，與在太室山受到太極料理界統治的太琳寺處於敵對關係。廚林寺乃少林寺特別獨立出來的最強禪寺，藉由高強武藝鍛鍊自身心靈，將料理發揮到極致，乃一武術料理寺。武鬥派的廚師大多都曾到訪此處進行短期到中期的精神修煉，例如周瑜師傅、解師傅、小韓、路以、泊爾、李芳...等人。該寺後院的八靈塔在數百年來封印著與傳說廚具的秘密有關的「八極聖典」，據稱連王嘉長老都不曾進去過塔內，而在塔的周遭有著強大的武僧負責鎮守。
緊那羅
廚林寺的住持。是現今僅存曾在三十年前見證過羅鋈和阿貝參與八靈塔料理對決的僧人。
王嘉
廚林寺的廚房長，通稱王嘉長老。
葛一
廚林寺的中律僧兼值班守門人。
同光
廚林寺的中律僧，在寺裡是個惹人厭的破戒僧。
因試圖以暴力強行打開八靈塔大門被塔頂釋放的閃電擊中而死去。

### 黑暗料理界
遍布全中國大陸各地的神秘巨大反派廚師組織，是從太極料理界分離出來的派別，為南宋時期「仁義仙人」曹箜所創立的，其歷史超過八百年，目的原本是為了用料理賑濟災民，但後來越發極端，演變成為了達到目的不論是綁架與隨意擄走孩童為俘虜或是殺人的等惡劣行徑都可以做得出來，對醫術、巫術，科學等也都十分精通，所屬的成員皆為個性偏執又殘忍，據傳其中許多成員的廚藝還在特級廚師之上。共計有5,000多名成員與手下、1,108名麟廚師以及五名大幹部「五虎星」，由於組織視宋朝時期的梁山一百零八個好漢為初祖，故成員外號會以當年一百零八個好漢的外號命名。象徵標誌為「黑雲麒」，總部位於山東省西南方的梁山泊，目標是以料理「控制」全中國。另外，黑暗料理界的料理訓練方式極不人道，而且會嚴懲失敗者，最嚴重必須以自盡作為謝罪。

#### 五虎星
只在漫畫版登場，位居黑暗料理界頂點的五名大幹部，同時也是廚藝凌駕於麟廚師的頂級高手，身上有「五虎星」的專屬刺青，即一頭兇悍的老虎。
「入雲龍」凱由（聲優：浪川大輔（真）（日本））
黑暗料理界的最高領導人，亦是五虎星之首，兼具其他五虎星的超四感。因博覽群書而具有豐厚的料理知識與學問，精通中醫與氣功，擅長毒膳料理。
幼時在黑暗料理界經常被同齡小孩給欺凌時用毒蘑菇摻入料理中來毒害所有同伴，並從中得到用毒膳來控制人心的終極料理價值觀，自此認為料理的真正力量是能隨意控制人命時開始研究毒膳料理。而且對同伴、手下亦心狠手辣，丁戊奇荒年間亦曾以賑災為名讓梁山泊山腳下的村民領取食物，實則用他們進行「破魔八陣」料理的實驗，最終全村村民被毒死，只剩兩人，看到劉昴星的言語讓梁山泊本部中的麟廚師們產生信念動搖後決定要將他們給全數除掉，不惜炸開梁山泊洞穴讓湖水湧進呼保義洞後逕自離去。
其絕技毒膳料理「破魔八陣」，乃是利用食物之間五行相剋產生毒性的原理，人食用後會對身體造成很大破壞，十天後會失去意識，二十天後會成為行屍走肉。在萬里長城準決賽妄圖用破魔八陣控制當時的料理評審西太后，結果被劉昴星的「母親太陽球」料理擊敗，隨後欲奪取在場的傳說廚具時被西太后身旁的侍衛以亂箭穿身致死，臨終前以自身的鮮血汙化除「迦樓羅刀」外的傳說廚具令其石化報銷。
外號與造型設計取材自中國水滸傳梁山泊108好漢的「入雲龍」公孫勝一角。
「浪子」顏先（聲優：津田健次郎（真）（日本））
五虎星之一，擁有超聽覺，僅以些微的聲響就能判斷料理食材的烹煮狀況、火候掌控、熟透入味度、起鍋時間與美味程度。擅長烹煮與油炸兩種料理模式。
給人的感覺頗為神秘，外表看似嚴肅，實則個性豪放。喜愛喝酒，時常揹著一甕巨大酒壺並邀請他人飲酒作樂。在黑暗料理界中被視為實力居五虎星之首，同時也是凱由唯一害怕的人。曾僅憑一己之力獨闖泰山七重封印，拿到泰山的傳說廚具「貪狼壺」，是唯一一位能與凱由一同前往北京參加最終決戰的五虎星成員。
在萬里長城準決賽對決化名貝蘭、帶著「迦樓羅刀」的蘭飛鴻，但不久後以其聽出蘭飛鴻具有相當高超且不同次元的水準為由，故自行棄權認輸。然而在新版漫畫中，蘭飛鴻提及此事時認為情況並不單純。在凱由死後道出匯集全部的傳說廚具可作出能長生不老的究極料理，這也是凱由的桃花源夢想。最後他將凱由的屍體帶走並妥善安葬，與同行的向恩、駱可一起祭拜並悼念凱由。
《中華一番！極》的故事中，和駱可組隊參加西安麵條大賽，是預賽第七名的隊伍「永樂」。
外號與造型設計取材自中國水滸傳梁山泊108好漢的「浪子」燕青。因日文漢字名字相同，故中譯改翻為音似的「顏先」以示區別。
「豹子頭」亞刊（聲優：安元洋貴（真）（日本））
五虎星之一，人稱「爆炎廚師」，擁有超觸覺，能精準測出火候各處的溫度，並用風壓完全控制火候予以調節。
身材高大，穿戴一身鎧甲裝，具有超乎常人且媲美爆炎的體溫，平時飲用冷凍水將其封印。其只花了一代的時間便與凱由統一了暗黑料理界，並曾出面和阿貝師傅戰成平手。由於其高超的廚藝和直率的個人魅力，在黑暗料理界中是深受麟廚師們敬畏的精神支柱。
在長江上與劉昴星的首次對戰並以一道“天雄炙青魚”料理與劉昴星的兩道料理戰成平手，但後來下起暴雨將長江上的烈火熄滅無法完成第二道菜，故暫時視為平手收場，並稱劉昴星被上天所眷顧，該戰亦是劉昴星成為特級廚師後遇到的最大挫折。
之後與劉昴星在梁山泊的呼保義洞進行第二次對決但不敵對方，為此欲仿效宋江飲毒酒自盡，然而被劉昴星及時救下並被他給感化。隨後在凱由捨棄梁山泊、水淹呼保義洞時救下劉昴星並與李可選擇葬身水底。最後故事結局時與李可都生存下來並浪跡天涯。
外號與造型設計取材自中國水滸傳梁山泊108好漢的「豹子頭」林沖一角。
「飛天大聖」朱七（聲優：小野大輔（真）（日本））
五虎星之一，擁有超嗅覺，能精確嗅出食材以及掌控料理的美味度。內蒙古人，兒時因為父母雙亡想要自盡時被凱由給救下而加入黑暗料理界。
在黑暗料理界時因病失去味覺，靠後天且非人道的訓練方式習得超嗅覺。擅長使用兩雙銀質長筷進行料理，還能同時控制十個鍋子。料理時表現得非常活潑，但事實上他因味覺缺陷的緣故很討厭做菜。其拿手料理菜色為蒙古烤肉。
被凱由派往四川菊下樓成為臨時大主廚，假裝是一位天真的料理少年，用各種手段地追求著梅麗，在樂山大佛甚至親了梅麗的嘴唇，藉機摧毀劉昴星的自信心。在為姜親王准備料理的比賽中給梅麗下毒並嫁禍給劉昴星，但劉昴星在阿飛的開導下重返戰場，導致朱七的計謀失敗。第二場比賽中因無法辨別料理的口感而敗於劉昴星的不死鳥蛋料理。之後投誠光明料理界，協助劉昴星在北京完成滿漢全席資格賽，結局與劉昴星一行人一同上路。
《中華一番！極》的故事中，因劉昂星等人繼續旅行，而被嘉靈拜託擔任菊下樓的臨時主廚。
外號取自中國水滸傳梁山泊108好漢的「飛天大聖」李衮一角。
「青眼虎」密拉（聲優：遠藤綾（真）（日本））
五虎星之一，人稱「鏡子密拉」、「香料女帝」，印度人，擁有超視覺，能瞬間複製對方動作做出完全相同的料理，並根據料理屬性從其精通世界各地的香料中做適宜的調味，由此創造「致勝不等式」打敗對方。
在敦煌一戰勝過解魯但內心因此受到動搖不久後敗給雷恩，接著在自盡時被解魯所救之後對他產生鍾情。之後投誠光明料理界與解魯一起到北京協助劉昴星完成滿漢全席資格賽，結局與劉昴星一行人一同上路。
外號取自中國水滸傳梁山泊108好漢的「青眼虎」李雲一角。

#### 麟廚師
共計1108名麟廚師。身上有「黑雲麒」的專屬刺青，即黑暗料理界的象徵標誌。
「面具」李嚴（聲優：速水獎、咲野俊介（真）（日本）／周寧（台灣）／盧國權（香港））
首位登場的黑暗料理界人物，是神秘的面具廚師，面具底下的臉有著無數傷痕。與周瑜曾是同門師兄弟，並稱廣州龍虎。過去鍾情於餐館老闆的獨生女梅香，將梅香當成唯一的生存理由與心靈寄託，16年前和周瑜在梅香招親的對決「龍蝦三爭霸」，但因被材料中暗藏一根塗麻藥的毒針刺傷大受影響而敗北時認定是周瑜所為，自此對周瑜恨之入骨加入黑暗料理界策畫出復仇計畫，保留當時沒能用上的乾海產並精心策畫復仇計畫。
16年後，在荒廢的異人館中大擺鴻門宴邀請廣州料理界的各龍頭前來，卻端出含有劇毒的「赤蛙肉」料理企圖以中毒的眾人要脅周瑜再次進行和當年同樣的「龍蝦三爭霸」對決並對他下毒作為復仇，後因劉昴星接手使他再度輸掉龍蝦三爭霸。從周瑜口中得知16年前的真相以及梅香的懺悔，李嚴才自此低頭認錯，在警告劉昴星跟周瑜黑暗料理界已經開始鎖定他們的當下，為自我了結而喝下劇毒（幾滴就能毒死大象但他沒立即死亡），接著就啟動自爆裝置引火自焚而亡。事後由周瑜將其下葬，其遺留的面具亦由周瑜供在墓前。
他在台灣讀者和觀眾間的人氣異常之高，作者小川悅司在台灣舉辦簽名會時，為李嚴準備了兩個版本的簽名版並對此感到訝異（其它角色都只有一種簽名版）。尤其因為第二回合說漏嘴暴露出自己還沒做好醬汁導致料理未完成的橋段成為網友最常拿來惡搞的話題。
「錦毛虎」駱可（聲優：天田益男、鹿糠光明（真）（日本）／周寧（台灣））
黑暗料理界的湯之名廚，人稱「湯皇帝」的麟廚師。雙手手指配戴十根指套鋼爪，動畫版為右手安裝自稱「銳利虎爪」的機器手臂。
在黃浦江樓麟艦宴席料理對決第一回合，雖然他以上好材料熬煮出美味的全雞頂湯，然而味道過於濃郁、無法開胃，導致最後敗北，被向恩依照黑暗料理界的規定以腹部被烙下象徵敗者的「難吃」印記作為懲處。（在動畫《真·中華一番！》因宴席料理對決省略湯品而沒有出場，直到第17話正式登場）
在長江對決戰結束後和向恩再度現身奪取地圖，但僅拿到一半量的傳說廚具地圖。之後在敦煌擔任解魯與密拉一戰的評審。在萬里長城準決賽擔任顏先的料理助手。最終故事結局時，與顏先、向恩三人對著凱由的墳墓表達追思。
《中華一番！極》的故事中，和顏先組隊參加西安麵條大賽，是預賽第七名的隊伍「永樂」。
外號與造型設計取材自中國水滸傳梁山泊108好漢的「錦毛虎」燕順一角。
「麵點王」羅根（聲優：緒方賢一、秋元羊介（真）（日本）／官志宏（台灣）／陳曙光（香港））
三國時期世代侍奉蜀漢諸葛孔明的點心世家「白羅家」末代後裔，且是超過一百歲的人瑞。為麵點師中的傳奇性人物，就連皇帝都讚不絕口。另外，雖然被視為麵點師努力的目標，但年邁的他依然繼續走在學習之路上，是個活到老學到老的角色，之所以加入黑暗料理界也僅是以學習為目的。
在黃浦江樓麟艦宴席料理對決第二回合，他以蜀漢老麵製成不同風味的四色麵皮並包入八大海鮮而完成「四神海鮮八寶包子」，和解魯的「黃金開口笑」打成平手，得知判決結果後因為不服和解魯發生肢體衝突，不過兩人卻在一陣扭打之後互相敬重，後來認知到自己的視野有限，決定行走全中國進行料理修行之旅，與解魯訂下10年後再戰的約定並將權杖交給對方保管，接著就此脫離黑暗料理界，雖然遭到向恩百般阻撓，但最後還是化作煙霧消失在眾人面前。漫畫版在臨走前還斥責評審水準太低，並表示自己若是評審就會認定解魯勝利。（在動畫《真·中華一番！》羅根在平手後自行宣告認輸而變成解魯勝利）
最終故事結局時，遊走於冰天雪地。
「一丈青」向恩（聲優：岡本麻彌、甲斐田裕子（真）（日本）／馮美麗（台灣））
黑暗料理界少有的女性麟廚師。擅長刀工，但甚少充分發揮及運用。
雖然是個豔麗美人，但卻是個狠角色，據紹安表示她從來沒有戰敗。個性殘酷，心腸惡毒，不擇手段。對失敗者跟叛逃者一律絕不輕饒，視雷恩為宿敵。曾以手術和藥膳救下鑄刀名匠羅歇，並取得另一組七星刀，但不久後卻親手將羅歇殺害。
在黃浦江樓麟艦宴席料理對決代替紹安先行率隊迎戰以劉昴星為首的龍鎮酒家聯軍，並於第三回合親自上陣。在對決中以芙蓉蛋（蟹肉蛋）做為障眼法、附上螃蟹濃湯影響評審的味覺導致雷恩敗北，為黑暗料理界唯一的一勝，但在此系列的戰役整體敗北後被迫跳海逃走。
動畫版劉昴星等人離開上海以及九華山後，她偽裝成一位老奶奶企圖將劉昴星與梅麗囚禁在黑暗迷宮裡，最後劉昴星在鍥而不捨的努力下被解魯成功救出，使得她再度輸給劉昴星，因意識到自己已經回不了黑暗料理界，便跳下山崖生死不明。
漫畫版在長江對決戰結束後和駱可再度現身奪取地圖，但僅拿到一半量的傳說廚具地圖。之後在敦煌對決擔任雷恩與密拉一戰的評審。在萬里長城準決賽擔任凱由的料理助手。最後故事結局時，與顏先、駱可三人對著凱由的墳墓表達追思。
於《中華一番 極》中再次登場，此時已投靠太極料理界，並與胞姊「母夜叉」二娘偽裝成江湖姊妹廚師「肉包姊妹」，意圖殺害劉昴星、路以等人，遭識破後表明真實身份逃離前夕警告劉昴星一行人切勿追尋瑪琉大師下落。之後透露她已成為太極料理界的朱雀廚師，為「朱雀五人眾」之一。
外號取自中國水滸傳梁山泊108好漢的「一丈青」扈三娘一角，歷史上的原型為太平天國的洪宣娇。
「復仇魔」紹安（聲優：鹽屋翼、中川慶一（真）（日本）／陳進益（台灣）／陳卓智（香港））
四川省特級廚師（動畫版設定為上等大廚師），阿貝師傅生平唯一直傳弟子，十歲便在菊下樓拜師學藝，為劉昴星師兄弟，在二十歲取得特級廚師資格之後帶走菊下樓的一切財產和主要廚師間接造成阿貝師傅過勞早逝。兩年後重回菊下樓和劉昴星爭奪新任主廚之位，在李提督坐鎮主持的「魔幻麻婆豆腐」對決中敗北，而被剝奪廚師資格，自此對劉昴星恨之入骨視為宿敵。加入黑暗料理界後在短時間內闖出名堂並自願擔任上海廚具爭奪戰的幕後領導人。在黃浦江樓麟艦宴席料理對決第四回合時與劉昴星以豆腐為主題進行料理對決，是繼魔幻麻婆豆腐對決後再次的豆腐料理對決，也被作為了結兩人恩怨的一戰，結果依舊再度敗給劉昴星，隨後啟動自爆裝置企圖與劉昴星同歸於盡，但自己卻被爆炸推向船身的邊緣，最後看到劉昴星試圖救自己並含淚解釋一切才終於低頭認錯，將一個裝有阿貝師傅後半部筆記本的包裹丟給劉昴星後，在樓麟艦的爆炸當中落海而亡。
「瓊矢鏃」李可（聲優：村田知沙（真）（日本））
與劉昴星同年齡的女麟廚師，與「豹子頭」亞刊形影不離，兩人有極好的合作默契。個性開朗活潑，對劉昴星一行人頗為友善。由於其味覺敏銳，有“神舌”之稱。擅長精準的挑選食材及充分掌控料理烹飪的醬汁手法。
在梁山泊呼保義洞一戰，在亞刊敗給劉昴星、凱由水淹梁山泊之際，自願陪亞刊一起葬身於崩塌的梁山泊呼保義洞內。最後故事結局時，她與亞刊都生存下來並浪跡天涯。
外號與造型設計取材自中國水滸傳張清之妻的「瓊矢鏃」瓊英一角。
「花和尚」魯達
在冷盤方面是無人匹敵的高手，曾在濟南殺害以收受賦税为由迫害百姓中飽私囊的貪官而亡命到梁山泊，被阿昴的話語所感動。
外號與造型設計取材自中國水滸傳梁山泊108好漢的「花和尚」魯達一角。
「智多星」吳用
非常擅長中國茶的烹煮，因誤闖官員所有的林地采茶葉而被通緝逃至梁山泊，被阿昴的話語所感動。
外號與造型設計取材自中國水滸傳梁山泊108好漢的「智多星」吳用一角。
「沒羽箭」趙生
是劉昴星等人取得魔聖銅器後在梁山泊本部登場的麟廚師之一。
外號與造型設計取材自中國水滸傳梁山泊108好漢的「沒羽箭」張清一角。
「雙尾蠍」賴賀（聲優：石川英郎（日本）／官志宏（台灣））
漫畫版中是劉昴星等人取得魔聖銅器後在梁山泊本部登場的麟廚師之一，曾一度被凱由點名在亞刊取貪狼壺時隨行。動畫版中則是陪同阿飛參加御前料理對決的麟廚師之一，擅長火工。
外號與造型設計取材自中國水滸傳梁山泊108好漢的「雙尾蠍」解寶一角。
「青面獸／螳螂鬼」揚士（聲優：田中和實（日本）／周寧（台灣））
漫畫版中是劉昴星等人取得魔聖銅器後在梁山泊本部登場的麟廚師之一，曾一度被凱由點名在亞刊取貪狼壺時隨行。動畫版中則是陪同阿飛參加御前料理對決的麟廚師之一，擅長刀工，持有兩把長形菜刀。
外號與造型設計取材自中國水滸傳梁山泊108好漢的「青面獸」楊志一角。動畫版中外號則為「螳螂鬼」。

#### 其他
偽雷恩（聲優：田中和實（日本）／陳進益（台灣））
本名不詳，趁解魯酒醉之際偷襲並盜取鋼棍，神前刀工決鬥結束後假扮雷恩盜取永靈刀，逃脫失敗後用永靈刀切腹自盡並封印其神力。
新版動畫則改為盜取永靈刀時被雷恩和解師傅逮捕並關進牢裡待審問，但即將審問之時自行服下毒藥自盡。
黑暗料理界首領（聲優：中田讓治（日本）／官志宏（台灣））
動畫原創人物，本名不詳，黑暗料理界的最高領導人，一身頭陀裝扮，出場共計三次。
第一次出现於得知永靈刀失去神力之後，樓麟艦宴席料理對決開戰之前，准許紹安的提議派遣其前往上海奪取傳說廚具轉龍壺。
第二次為了追究其手下在樓麟艦宴席料理對決中以落敗告終錯失轉龍壺以及其後又讓劉昴星先一步取得九華山的魔聖銅器等過失，本欲處決向恩，但因向恩提出分化同伴的計策，因此准許向恩戴罪立功，導致引發劉昴星、梅麗困於黑暗迷宮鹽洞的事件。
第三次在黑暗迷宮事件失敗且向恩跳崖生死不明後，命令黑化（受毒藥控制心智）的蘭飛鴻及「螳螂鬼」揚士、「雙尾蠍」賴賀兩位麟廚師將魔爪伸入北京御膳房，並串通龍總管用計禁錮李提督，強行解除其人事任命權，但因劉昴星等人打敗黑暗料理界並釋放李提督而以失敗坐收。
造型設計取材自中國水滸傳梁山泊108好漢的「行者」武松一角。

### 太極料理界
《中華一番 極》中登場的超人廚師集團，以鳳凰廚師及朱雀廚師為其組織精銳，奉唐朝時期的傳說廚具創造者修力為始祖，且此組織即是其子孫組成的，而黑暗料理界是由此分離而失控的一派。此組織綁架優秀的廚師欲有效地利用傳說中的廚具量產長生不老料理，進而組織長生不老軍團奪權打造出新的國家。長期試圖追查瑪琉的行蹤。象徵標誌為「太極圖」。總部位於山東省中部的泰山太極古城，其聖地分別為河南省的嵩山太琳寺、陝西省的華山落雁峰。西安分部位於西安的前朝皇城太極宮。

#### 鳳凰八仙
在漫畫版中登場，位居太極料理界頂點的八名鳳凰廚師，每個人都和八樣傳說廚具有著宿星羈絆。而五虎星之一的「飛天大聖」朱七稱他們是仙界的魔物，即使是特級廚師、龍廚師和梁山泊聯手都難以對抗的存在。其代表標誌即太極圖加上周圍八個圓點，形似於太極八卦。
「托塔天王」丁泰鳳
鳳凰八仙之首，掌管著泰山玉皇頂的太極古城，同時也是傳說廚具「玉龍鍋-天」的宿星廚師。
外號取材自中國水滸傳的「托塔天王」晁蓋一角。
「神機軍師」兀武
鳳凰八仙之一，同時也是傳說廚具「玉龍鍋-地」的宿星廚師。
外號取材自中國水滸傳的「神機軍師」朱武一角。
「神行太保」彪佳
鳳凰八仙之一，掌管著太冰城，同時也是傳說廚具「貪狼壺」的宿星廚師。為蘭飛鴻之生母。擁有在太極料理界排名第三的實力。
外號取材自中國水滸傳的「神行太保」戴宗一角。
「雲裡金剛」蘇萬
鳳凰八仙之一，掌管著嵩山太室山的太琳寺，同時也是傳說廚具「永靈刀」的宿星廚師，被廚林寺的王嘉長老稱之為是八仙當中最兇惡之人。
全身用布包得像木乃伊一樣，底下有許多用線縫合的傷口。擅長操控沙協助烹調。
梅蘭的愛人，周梅麗的祖先、廣義上的高祖父（外婆的外公）。
梅蘭死後多次將八樣傳說廚具集齊並吃下過八廚靈菜，而活了將近三百年之久。但每次都會產生輕微副作用，且無法完全阻止肉體劣化，因此不足以被稱為長生不老料理。
直到30年前吃下鳳凰八仙使用各自的宿星廚具聯手烹飪製作的菜餚，因強烈副作用導致皮膚融化，極度痛苦不堪。
外號取材自中國水滸傳的「雲裡金剛」宋萬一角。
「霹靂火」羅猛
鳳凰八仙之一，同時也是傳說廚具「轉龍壺」的宿星廚師。
身穿鎧甲，配戴頭盔，手持一支狼牙棒，本身則是一位清秀少年。本身體內含有巨大的電壓，能透過品嘗美食並透過味覺的敏銳反應釋放出多道閃電做出評價（狼牙棒是引導媒介）。
擁有一艘名為「太極邁考·飛鯨號」的飛行船。
外號取材自中國水滸傳的「霹靂火」秦明一角。
「混世魔王」刑科
鳳凰八仙之一，掌管著華山南方的落雁峰，同時也是傳說廚具「迦樓羅刀」的宿星廚師。
善於運用身上的長布帶（白羽帶）攪動空氣幻化成如長鞭、利刃般以處理料理。此外，他亦是運用油術的高手。
外號取材自中國水滸傳的「混世魔王」樊瑞一角。
「母大蟲」厥蘭
鳳凰八仙之一，掌管著西安分部太極宮，同時也是傳說廚具「白虎壺」的宿星廚師。
身材火辣，甫登場即全身一絲不掛，僅帶著一幅眼罩面具，左手臂背上有太極料理界的太極刺青，有猛虎伴隨在身，興趣為全身赤裸沐浴於「紅浴池」當中。
擁有精湛的醫術。
外號取材自中國水滸傳的「母大蟲」顧大嫂一角。
「母夜叉」二娘
鳳凰八仙之一，為「一丈青」向恩的胞姊，為蘭飛鴻之代理孕母。同時也是傳說廚具「靈藏庫」的宿星廚師。
與向恩兩人偽裝成江湖姊妹廚師「肉包姊妹」，藉機攔截劉昴星一夥，將之帶往住處意圖行刺之，並以美人計在路以沐浴後意圖偷襲刺殺，但遭路以識破，失敗後隨即與向恩及手下逃離現場。
是菊下樓倉庫爆炸事件的主謀，其後她試圖行刺劉昴星等人，皆為阻止劉昴星去找尋自己的生父瑪琉大師。
擁有過人的母性，其外貌與阿貝師傅非常相像，但當其情緒激動企圖殺人之時會完全顯現出她嗜血狂暴的「夜叉面貌」。
外號取材自中國水滸傳的「母夜叉」孫二娘一角。

#### 朱雀廚師
韓隋
太極料理界的朱雀廚師，為西安分部太極宮三廚師之一。在厥蘭的要求下與「青眼虎」密拉進行料理對決，最後輸給了密拉，被厥蘭以斬頭之刑給處死。
馬牧
太極料理界的朱雀廚師，與阿天一同前去搶奪白虎壺，最後卻遭白猛虎一爪打飛導致失血過多而死。
阿天
太極料理界的朱雀廚師，與馬牧一同前去搶奪白虎壺，最後卻遭白猛虎一爪打飛導致失血過多而死。
李芳
太極料理界的朱雀廚師，為「朱雀五人眾」之一，在洛陽的太極料理界分店-洛水酒家擔任大主廚。
「八臂哪吒」項儒
太極料理界的朱雀廚師，為「混世魔王」刑科手下的廚師之一，左右手各手持一把長劍。
外號取材自中國水滸傳的「八臂哪吒」項充一角。
「太極雙龍」哈爾、納爾
太極料理界的朱雀廚師，平時在敦煌販賣雜耍料理，一邊雜耍一邊製作烤肉串的雙胞胎兄弟。
能像青眼虎蜜拉那般複製他人的料理。此外還能運用太極料理界的秘術，包括透過巴格達發電壺改變味覺的「太極味覺擴增術」，以及利用布料附上孢子使其包覆肉類加速熟成的「秘熟帶」。

#### 其他
蔡
三百年前的前任鳳凰八仙之首，梅蘭的前夫。
梅蘭
蔡的前妻，「雲裡金剛」蘇萬的愛人，周梅麗的祖先、廣義上的高祖母（外婆的外婆）。
擁有能夠解讀八極聖典的才能，且與蘇萬一起共事研究八廚具及八極聖典，在與蘇萬相處的期間產生愛意並展開一段不道德的戀情，之後便懷上蘇萬的孩子，為了避免蔡得知此事後發生禍端便與蘇萬一起私奔離去，在過程中發生分娩時將孩子生下來，然而卻導致身體逐漸衰弱，在蘇萬準備將製作好的八廚靈菜餵給自己時卻沒能堅持吃下，用盡最後一口氣向蘇萬表達自己的謝意後便含淚逝去。
絲皮雅
敦煌第一舞孃，太極料理界一員。在哈爾、納爾爭取靈藏庫的料理戰時，安排她作為發電壺的媒介。

### 各階段登場人物 I（中華一番）

#### 廣州學徒期間
約翰·巴傑魯
只在漫畫版登場。法國人，自大驕傲的法國廚師。對於中國料理有嚴重的歧視偏見，自認自己的畢拉夫什錦炒飯才是真正的米飯料理。在進行料理比賽時，會刻意針對每一位評審的飲食習慣，而在每位評審試吃的料理作針對性的口味調整。
曾目中無人的嘲笑中國菜為「小孩子料理」，並當下把南鮮酒家的炒飯料理拿去給狗當狗飼料，此舉引起眾人憤怒，而劉昴星一氣之下，搶先公然對其做料理宣戰。
戰敗後心生怨恨，私下到南鮮酒家縱火洩憤，並誣陷劉昴星為縱火犯人，後遭李提督揭發，並被逮捕伏法。
餃子兄弟（聲優：森川智之、江川央生（日本）／官志宏、周寧（台灣）／何國星兄、陳卓智弟（香港））
遊走全中國大陸各地、流浪街頭的賣藝廚師兄弟。哥哥武雄是擁有湖南省特級廚師資格的名廚，擅長發明結合街頭賣藝的特殊烹調技巧；弟弟阿魯（亦稱武龍、阿龍）則身材高大壯碩、主要負責揉麵團的厚重工作，可謂武雄的料理助手。兩人相依為命。
兩兄弟初登場之際，由於想奪得廣州餃子大賽冠軍與獎金以便重建店面，不惜以卑鄙的手段分別暗算廣州各相關的競爭對手，後在廣州餃子大賽與劉昴星正式對上，期間因為自己的「火焰餃子」成績遙遙領先，故開始驕傲自大，導致陽泉煎餃成績後來居上，戰成平手。廣州餃子大賽因此延長至第二天。當晚弟弟阿魯欲偷加鹽巴到劉昴星的準備食材內擾亂食材味道，但卻被丁油師傅及時丟出的勺子攔阻而當場迅速逃離。在第二天的餃子對決上，哥哥武雄自稱天下無敵的「巨龍餃子」敗給劉昴星加有蝦腦的「昇龍餃子」，最後兄弟兩人甘拜下風並受之啟發，開始行走於中國各地，以料理造福各種需要幫助的地方人民。
最終的北京料理大賽中，兄弟二人前往參賽，不過在比賽中途見到劉昴星便自願棄權，轉而襄助劉昴星一行人。

#### 廣西桂林
四郎母親
廣西桂林菜根館的主廚，日本人，隨四郎父親嫁至中國，於桂林定居。曾作梅子飯糰招待劉昴星。
鮑大人
被朝廷貶官至桂林的新知縣，為一身材高大的胖子，由於出生於天氣涼爽的北京，不適應桂林的炎熱天氣造成食慾不振而遷怒當地的餐館。食慾不振的原因被劉昴星發現後，以酸梅炒飯引起食慾後解決。擁有一口氣吸光整盆炒飯的驚人絕活。

#### 貴州雷光山[7]
黑虎便（健爺）
直屬於皇帝的傳驛，因體力流失差點在貴州雷光山遇難（也是因為四郎亂畫他的地圖害其迷路所致），所幸被劉昴星等人救助，差點引發內戰。動畫無登場。

#### 雲南曲青[8]
賈雄（聲優：山野史人（日本）／官志宏（台灣））
顏麗的爺爺，曾擔任過廣州陽泉酒家的主廚。後來回到雲南曲青村開個一間名為曲青菜館的小餐館。因為創作出特殊造型、極具美味的神祕鍋巴料理，廣為人傳，但製作方法並未傳承，致使該鍋巴料理成為了傳說中的神秘料理。
顏麗（聲優：冬馬由美（日本）／姚敏敏（台灣））
雲南曲青菜館的店主，爺爺賈雄死後由她來繼承菜館。因上圍豐滿，被四郎稱之為「大波霸姐姐」。劉昴星來到這裡時委託他做失傳已久的「神秘鍋巴」給連總督品嚐。
原先僅是以姑且試之的心態，讓劉昴星解開爺爺賈雄特製的鍋巴料理工具，一度以嘲弄的角度視劉昴星為傻瓜。其後動畫版設定為因看到劉昴星成功解開廚具使用方法，使計迷倒劉昴星，由自己使用廚具製作鍋巴料理，但因被連總督指出鍋巴餡料並非採外淋法，後則由劉昴星成功重現賈雄大師真正的傳奇鍋巴球料理，即餡料藏於球體內的鍋巴球。
最終與劉昴星盡棄前嫌，並重新找回賈雄大師孫女的廚師靈魂自尊。離別前還親吻劉昴星作為答謝、令劉昴星整個人癱瘓在地，同時也讓梅麗吃了極大的醋（動畫限定）。
後於最終的北京料理大賽中，有前往參賽。
連總督（聲優：秋元羊介（日本）／周寧（台灣））
年少時因參加科舉年年失利，一度自我放棄，後得賈雄大師以獨創的鍋巴料理勉勵自己，終順利考取，官拜雲南總督。就任十週年之前為回味當年賈雄大師的獨門鍋巴料理前來雲南曲青村。

#### 雲南昆明
胡蘭（聲優：桑島法子（日本）／姚敏敏（台灣）／沈小蘭（香港））
翡翠館主胡強的女兒，發現新來的廚師奇顏居心叵測，企圖運用料理控制人心，進而挺身反抗，後劉昴星製作了具有解毒作用的彩虹粥，她整個人變得神清氣爽。奇顏被逮捕後，自願成為家庭御用廚師。最後因為劉昴星拯救了胡家，胡家給了劉昴星一個翡翠墜子作為謝禮，最後該墜子劉昴星則轉送給了梅麗，成為兩人愛情上的象徵信物。動畫版中刪除此段內容。
胡強夫婦（聲優：曽我部和恭、高木早苗（日本）／陳進益、馮美麗（台灣）／林丹鳳-婦（香港））
雲南昆明郊外翡翠館館主，靠著販賣地方出產的翡翠致富，成為雲南數一數二的富豪，後因無意間收留奇顏作為家庭廚師，被紅色毒粥控制心智，導致差點弄到傾家蕩產，後靠劉昴星以彩虹粥料理為其成功解毒，並揭發奇顏陰謀。
奇顏（聲優：中田和宏（日本）／官志宏（台灣）／郭志權（香港））
曾在貴族家裡擔任過御用廚師，之後輾轉來到雲南，擔任翡翠館胡家的御用廚師，企圖以名為「飢茙」的毒菇製成紅粥讓胡家人變成行屍走肉，目標為讓其家產佔為其有，最後一切行為被劉昴星揭發，被當地的捕快逮捕。
蕾雅（聲優：藤井佳代子（日本）／許雲雲（台灣）／梁少霞（香港））
漫畫版為雲南昆明郊外星漢村楊家富家千金，同時有五人分別對其提親，因為伊格爾到北京應考後毫無音信，而一度放棄了二人的舊情，轉而對自己的新婚約滿懷期待。後來經劉昴星以銀河麵料理暗示伊格爾已經自北京歸來，隨即放棄現下新婚約，立馬飛奔去見伊格爾，終使有情人終成眷屬。於最終故事結束之時，與伊格爾已育有一名小嬰孩。
動畫版則為雲南星漢樓老闆楊大師的女兒。與餐館裡的上級廚師哈里有媒妁之言。以前就對伊格爾本人就有好感，但因為其身份而無法表白，對婚約也只能含淚接受，後因劉昴星以銀河麵料理，成功揭破哈里的假婚姻之名實奪星漢樓財產之實陰謀，終使蕾雅與伊格爾有情人終成眷屬。
伊格爾（聲優：佐藤浩之（日本）／陳進益（台灣）／李錦綸（香港））
漫畫版為一名進士，因蕾雅常在他讀書時替他送飯打氣，故因此對蕾雅產生情愫，最後靠著劉昴星的銀河麵，而促使有情人終成其眷屬。
動畫版則為雲南星漢樓老闆楊大師旗下的一名三等廚師，但其刀工實際上有一流廚師功力，個性較為穩重，以自己省吃儉用下的積蓄，買了一只珍珠手環，作為與蕾雅的定情信物。
楊大師/楊老爺（聲優：岸野一彦（日本）／官志宏（台灣）／源家祥（香港））
漫畫版為雲南昆明郊外楊家豪宅的主人，人稱楊老爺，為當地的富豪。
動畫版為雲南星漢樓老闆，蕾雅之父，受自己雇用的上等廚師哈里蒙騙，意圖想將女兒嫁給哈里。
哈里（聲優：辻谷耕史（日本）／周寧（台灣）／馮錦堂（香港））
動畫原創，雲南星漢樓專屬的御用上等大廚師。因覬覦星漢樓，意圖用蕾雅為妻成為楊大師女婿方式，騙取楊家財產，後被劉昴星揭穿陰謀詭計並墜樓。

#### 廣東雞窩鎮
提亞（聲優：岡本麻彌（日本）／姚敏敏（台灣）／沈小蘭（香港））
庫柔的妹妹，負責經營與照顧哥哥留下的黑羽樓和招來不幸的雞，對於招來不幸的雞造成哥哥過勞早逝頗有意見，但還是繼續默默的照顧、不過告訴劉昴星千萬別碰牠。經劉昴星發現雞隻的秘密後，於雞料理評鑑大賽獲得冠軍，在這同時也下定決心延續哥哥的夢想。
庫柔（聲優：石井康嗣（日本）／周寧（台灣）／馮錦堂（香港））
雞窩鎮黑羽樓創辦人，提亞的哥哥，亦為丁油的好友。從江西省引進全身漆黑的雞，認為牠可以改變雞窩鎮的未來，不料因難以照顧導致四處借貸維持開銷，結果不僅除了借貸給庫柔的人們碰巧發生各種意外事故而死，就連庫柔本身也過勞而死，再加上全身漆黑的雞給人一種不祥的觀感，因此這黑雞就被稱之為招來不幸的雞，並導致妹妹提亞飽受折磨至今。經劉昴星鑑定後確認這黑雞為「傳說中的靈鳥」烏骨雞，並以此雞做成的白米飯贏得雞料理評鑑大賽冠軍。之後丁油出現在他的墳墓前為他上香。
董大人、雞窩鎮鎮長、雞窩鎮副鎮長（聲優：澤木郁也、辻親八、平野正人（日本）／陳欣、李錦綸（香港））
雞窩鎮雞料理評鑑大賽的三位評審，其中董大人為雞料理的知名專家。三人皆留著雞冠型的獨特髮型。

#### 福建泉州
翅皇老闆娘
「翅皇」的老闆娘，即解師傅在料理流浪修行期間最喜歡光顧、福建最知名的魚翅專賣餐館。因翁聲譽壟斷、獨佔福建的魚翅市場，並將最主要的關鍵影響:審查會據為己有，導致翅皇餐館僅能批發到質地粗略的散翅，進而嚴重影響餐館生意，在面臨即將支撐部下去的困境之時，洽逢劉昴星、解師傅等人介入伸出援手，成功揭發翁聲譽的惡劣行徑並將之擊垮。

#### 上海黃浦江
張總管、胡盟主、何會長、程會長、黃大老（聲優：島田敏、堀之紀、平野正人、風間信彥、永井寬孝（日本）／官志宏【張大人】、周寧【胡大人】（台灣））
上海各類工會的首腦，五人分別為：
- 上海市場的龍頭老大張總管。（臉上有一道疤，舊版動畫沒有）
- 上海商店街工會的何會長。（戴一副圓框眼鏡，光頭）
- 上海船舶聯盟的胡盟主。（穿一襲附帽的連身斗篷）
- 上海葬儀工會的程會長。（頭戴一只圓頭巾，配有一串朝天珠項鍊）
- 上海歡樂街的黃大老。（頭戴一頂全沿帽、穿一席馬褂裝，並戴有一副墨鏡）

五人皆與三傑父子熟識，關係匪淺。視黑暗料理界入侵上海這件事為一個發展機會，並於宴席料理對決擔任評審團，其中張總管為評審團之首。五人於第三回合中了向恩的美人計與螃蟹湯圈套，導致產生誤判的結果。
瑪琳
動畫原創，宴席料理對決下半場（第三至四回合）的女主持人，身穿一襲中國風藍色開岔旗袍。
查一船長（聲優：宇垣秀成（日本））
上海船舶聯盟總長胡盟主旗下所屬的船長，水性甚佳。是劉昴星一行人從泉州走海路前往上海所搭乘的船隻船長，因船隻遭暴風雨而漂流，幸被劉昴星以汽鍋烹調海鮮湯所救。後在樓麟艦即將沉沒之際恰巧行駛至附近水域，成功營救樓麟艦上眾人。

#### 安徽黃山、九華山
羅緬（聲優：鄉里大輔（日本）／官志宏（台灣））
安徽地方衙門，身材高大魁梧，非常喜歡吃拉麵。以官府身分掩護黃山盜賊，遭到解師傅和雷恩揭發罪行。
副官
羅緬的副手。為人正直，追緝黃山盜賊團已多時。解師傅冤枉被捕時，對羅緬都不將案子調查清楚一事開始起疑。之後率眾至黃山，同時遇見僅憑一人之力就打敗整個黃山盜賊團的雷恩，接著將逮捕到的犯人帶回來替換解師傅，所幸行刑的時間被劉昴星三人拖延住。後回到衙門成功揭發羅緬惡行，並將之逮捕，送往安徽總督府治罪。
黃山盜賊團
平日偽裝成行走江湖的流浪雜技團，藉此物色選取欲搶奪的安徽地方住戶，根據地位於黃山上，幕後老大即為羅緬。
所搶奪來的財寶贓物內，有一張標有九華山傳說廚具的暗號地圖。
九華山長老（聲優：名取幸政（日本））
篤信九華山的彗星神降世造福傳說。因翁聲譽以「鮑魚天神」的神棍身分入侵村落，誘騙當地居民的宗教信仰，僅剩自己尚在維持彗星神的宗教信仰，以及獨立堅持辛勤耕耘自己的田地，種植培育各種綠色蔬菜。後經劉昴星等人的伸出援手，成功揭發翁聲譽的行徑。
漫畫版與四郎一起幫忙劉昴星用投石機發射彗星炒飯（因當時雷恩尚在黃山養傷、解魯則從旁照料，最後才趕來破壞魔神殿，新版動畫則是因劇情跳過黃山盜賊團部分，解魯和雷恩兩人調查翁聲譽的行動暫時分開，最後才趕來破壞魔神殿）；舊版動畫版則改為雷恩和解師傅二人代勞。劉昴星奇蹟彗星炒飯所使用的各種綠色蔬菜，皆是長老所種植。

#### 四川成都
洛陽知縣
北京姜親王南下進行全國視察，於四川行程相關招待事務的主要地方負責官員，命令菊下樓擔任主要款待的專屬餐館。本身是味覺遲鈍之人。
姜親王
北京皇族，15歲，因率數名龍廚師南下四川欲進行全國視察，進而間接引發菊下樓的裘七事件。
潘唯
四川成都龍神村知府，因得了夏季型感冒，以為只有龍肉才能治癒其病，故脅迫當地村民為其至龍神池捕捉龍神，後經劉昴星與阿飛揭開龍神池的龍神真相之謎（巨大的鰻魚），並將之作成鰻魚五重湯料理，成功化解龍神村補龍事件。
「麻婆王」陳建
四川成都陳家麻婆的負責人，麻婆豆腐發明始祖的嫡系子孫，人稱「麻婆王」，生前管理傳說廚具「迦樓羅刀」，將迦樓羅刀藏在深山中鳳雛瀑布後的洞窟裡。
「鳳凰麻婆」陳瑜莉
陳家長女，父親陳建亡故後以「鳳凰麻婆」之名創店獨立，主打庶民大眾，因此強迫員工薄利多銷，與其弟陳空隔著萬福橋互相開店惡性競爭。但因為么妹美玲的傳統口味，想起兒時家族的麻婆豆腐，終使三姊弟妹再度團結。
「麻婆宮」陳空
陳家長男，父親陳建亡故後以「麻婆宮」之名創店獨立，主打華麗，實則誆騙顧客，與其姊瑜莉隔著萬福橋互相開店惡性競爭。但因為么妹美玲的傳統口味，想起兒時家族的麻婆豆腐，終使三姊弟妹再度團結。
陳美玲
陳家么女，父親陳建亡故後是唯一一位願意堅守父親傳統的孩子，在兄姐惡鬥之際成功重現出父親真正的經典麻婆豆腐，使得三姊弟妹重新團結與相處和睦。

#### 陝西銅川
薛志
刻薄古怪的陝西銅川陶工，承襲於陝西省耀州窯傳統名家，也精通歐洲的粉彩技法，卻始終懷才不遇，故個性變得日趨古怪。有一女兒名叫佑華。
因四郎不小心打破他的諸多陶器作品，故薛志將四郎關在他家裡做苦工，其後因在四郎無意的幫助之下，使自己的作品被中央的特級鑑定師鍾古慧眼相中，讓自己一夕致富，個性亦開始轉變得較為開朗。
最後於劉昴星一行人離走前，半強迫地要送他們自己的陶器。
薛佑華
四郎的初戀情人，陶工薛志的女兒，一位心地善良的小女孩。因父親懷才不遇，家境甚為清寒，且父親個性苛薄又頗為嚴厲，故平日相當害怕自己的父親，也間接養成自己逆來順受、沉默寡言的個性。為了協助四郎決定挑戰當地傳說，得到稀有的寶蓋菇。自己也在四郎的影響下，漸漸開始有了燦爛的笑容，變得較為樂觀。
在最後四郎離行前夕，主動親吻了四郎的嘴唇，並彼此交換雙方的帽子與頭巾，以「勾小指」的日本習俗約定下次重逢時要親自品嚐四郎出師後的料理。

### 各階段登場人物 II（中華一番·極）

#### 四川重慶
玉蘭
四川重慶，嘉陵江縴夫業者，六個哥哥皆是從事縴夫事業。
包爺
著名的縴夫，運用自家種的特殊花椒-藤椒，製作玉衡擔擔麵，給同業縴夫食用，使其能精神百倍，充滿幹勁。後來因故早逝。
羅大人
入蜀必經關卡劍門關（位於四川西北部山谷上）的守關行政長官。因為不相信解師傅與雷恩兩人所帶的廚具不是武器而將其抓起來，直到兩人做出回鍋肉料理後才放行。

#### 四川自貢（自流井）
阿波
在鹽都自流井區，一個欲尋找龍麟岩鹽的鹽岩礦工。
最後因為四郎不小心挖到煤氣坑並點火引燃，使整個地層坍塌才讓他成功找到龍麟岩鹽，而所謂的龍其實就是遠古侏羅紀時期的恐龍化石。

#### 四川宜賓（青兆山）
眠眠
一隻幼小的熊貓，原本居住在青兆山的山腳下，因為太極料理界在竹林襲擊瑞路以，綿綿不甚走入其內被波及，在將滾下懸崖時，其熊貓母親救了牠，自己則摔落山谷。變成孤兒熊貓的牠，後來由梅麗收養，隨身帶著四處旅行。
阿曼
青兆山響導，大四玉仙老師的徒弟之一，平時居住在山壁的懸棺內，負責帶領欲求見玉仙老師的旅客進行登山事務。要求劉昴星一行人與向恩一行人在宜賓蜀南竹海進行料理對決，並且為勝利者帶路。
雞蛋童子
玉仙老師身旁的小女娃，居住在青兆山上，會使用將自己變成雞蛋的幻術。
胡浚
《中華一番 極》登場，四川省特級廚師，曾經是最年輕通過特級廚師考試的人，直到該紀錄被劉昴星打破。
外表高佻、身材面容都十分姣好的少女。獨自居住在青兆山山腳下郊區的山中的小屋，初登場時剛好救了被太極料理界鳳凰廚師二娘迷惑的劉昴星（二娘借用了她的小屋誘惑劉昴星）。精通四川料理，同時也擅長藥膳、針灸，並以此治好了遭到二娘下迷藥的劉昴星。但在治療時，有著過於親暱的舉動，剛好讓尋找劉昴星而來到小屋的梅麗看見了這一幕而吃醋。
隨身攜帶長劍，也相當擅長打獵，小屋中存積了不少她狩獵與採集得到的食材，並很慷慨的將那些食材送給劉昴星。而後離開準備去西安，尋找自己遭到鳳凰料理界擄走的父親。
性格豪爽大方，但出乎意料的天然呆。初次見到劉昴星時給他看自己特級廚師的徽章，卻連同內衣一起脫掉而讓劉昴星當場噴出鼻血。而離開小屋之後，不慎把盤纏弄丟，導致必須在路上一家客棧工作賺取旅費，卻意外再次遇到劉昴星一行人。梅麗一路上曾因為胡浚的事情鬧撇扭，但劉昴星始終未察覺。此時梅麗見到胡浚不管容顏、身材都在自己之上，更是醋意大盛，特別是胡浚還當場邀請劉昴星跟自己一塊進客棧的廚房工作，兩人都是特級廚師，又是四川人，因此兩人做菜的氣氛十分融洽，甚至用起了鄉音對話。兩人後來為了要幫劉昴星做早餐而大鬧了客棧，客棧老闆不勝其煩，於是各給了兩人幾根玉米當成食材，於是和梅麗有了料理對決，最後兩人平手收場。
在西安再次登場時遭到太極料理界襲擊身受重傷，但被瑞路以所救，然而瑞路以卻因為肚子餓的關係，失去力量而被抓走。逃過一劫的胡浚也剛好被劉昴星一行人所救，並將詳情告訴了劉昴星一行人，之後於西安麵條大賽第二戰時擔任劉昴星助手。
一連串的事件下來，對劉昴星也產生好感，以側室自居。
胡通
胡浚的父親，四川省的著名廚師，身材魁梧，留者一臉落腮鬍。被太極料理界抓走囚禁，在周瑜潛入太琳寺之時，獲廚林寺密探釋放。

#### 陝西西安麵條比賽
煙燻伉儷
一對年邁夫妻，西安麵條比賽，以「老黑龍」之名參賽。
兩夫妻擅長煙燻料理。當吸入他們特製的煙燻氣味時，兩老會瞬間恢復年輕，體能、精力、實力皆會有所大增。
阿姬妲
西安麵條比賽前八強，以「新榮老碗麵」之名出賽的廚師。
中東女子，與自己的兩個姊姊（姬依、姬伊），合稱天才三姊妹。擅長羊肉料理。
「九面鬼」卡瑪
一身頭陀打扮，配戴用九顆骷髏串成的項鍊，手持一柄月牙方便鏟。
吃片大陸各地美食，每逢西安麵條大賽都會前來擔任試吃評審。
身上的九顆骷髏會依照卡瑪的試吃結果，以幾顆骷髏頭（包含自己的臉部）會發笑作為判斷比賽結果優劣依據。
楊夫人
西安第一富商，暨西安麵條大賽的主辦者。擁有一頭特殊的銀色秀髮，外貌看似甚為年輕，其實已年近五十。
因緣際會得到傳說中的廚具，即八廚具之首「玉龍鍋」的其中一支，用於作為西安麵條比賽的最終優勝獎品。
「月劍」泊爾
西安麵條比賽前八強，以第一名晉級的西安當地老店「蘭州樓」的廚師。在八強第一回合比賽，輕易擊敗第二名的「大月酒家」。
人稱西安第一麵點師，手持一把長劍，能展現一流的刀削絕技。
為人由於過於傲慢、自以為是，使其在與劉昂星在準決賽上輕率料理自己不孰悉的食材導致最終敗北。
不過離開時有所領悟，為改變自己的人生觀重新開始，楊夫人稱他作為廚師的驕傲是貨真價實的。
敖華
西安麵條比賽前八強，以「丹鳳門」之名出賽，輕易擊敗西安最大餐館集團「大唐園」。
神秘的川劇變臉廚師。實力高強，一次對戰兩位龍廚師絲毫不怕，能使用瑪琉之泉的青龍大刀。
每烹調一種料理都會以說書人講故事方式，作為烹飪技法呈現。身旁常跟隨一名同樣是川劇打扮的小童。
當他手持玉龍鍋時能夠發出一道直沖天際的耀眼光芒，疑似是傳說中八廚具的真正持有者。
後來白虎壺顯現出修力的執念認為他即是菊下樓出身的名廚瑪琉本人。

#### 甘肅敦煌
堯季
敦煌太守，甘肅總督之子。生性愛好女色，但擁有一流的品嚐能力，並號稱吃遍全西域的料理。
在解魯、雷恩和太極雙子以廚具靈藏庫和青眼虎蜜拉做爭奪戰時，即是請他做裁判，並以他的生辰壽宴作為比賽項目（前菜、湯品、主菜、甜品、點心、水果，共計六道料理）。
期間一度因為太極料理界使用發電壺影響他的味覺造成多次誤判，但不久後得知原因就回復正常思緒的判斷，又因解魯、雷恩決定與太極料理界繼續比試，且當時形成兩勝三敗的結果，使他決定為了懲罰太極料理界作弊主動給予解魯、雷恩多一勝，形成三比三平手，由此進入延長賽作為最終戰，最後在雙方都激發真正本事的料理過程中，被解魯、雷恩效法胡楊樹精神的料理和廚師魂打動，脫離原本頹廢、糜爛的生活，找回上進自我的初心。

### 其它
修力（許林）
唐朝時期的著名廚師，是八樣傳說廚具的鑄造者。
年輕時是個貧窮的廚師，在偶然間發現了從天而降的隕石，便運用隕鐵打造出八樣傳說廚具，且吃下用上八廚具所做出的料理可以延壽百年，藉此依靠八廚具從而獲得大量財富，從此過著舒適豪邁的生活。在聽聞所有使用八廚具的廚師接連死去後便急忙收回所有廚具，並將八廚具封印在大陸各地後便出家到嵩山拜入了少林寺門下，之後在達摩洞坐禪修行了八年，在領悟到八廚具真理後拱寫出了八極聖典，並在峻極山修建八靈塔將聖典封印於此地。
其後代子孫建立了太極料理界並企圖利用八廚具量產長生不老料理藉此一統天下，而繼承其意志的少林寺廚房僧們為看守八靈塔而建立了廚林寺。
歷史上的原型為唐朝詩人許彬。
羅歇（郎鐵）（聲優：寶龜克壽（日本）、楠大典（真）／周寧（台灣））
中國第一刀匠，曾為雷恩打造的七星刀是他的最高傑作，但隨後卻被前者給刺傷並推下山谷，之後一度大難不死並被向恩所救，且為向恩打造了另一組七星刀，然而不久後逝世；《中華一番！極》透露他曾為向恩打造第三組七星刀，但只完成其中三件刀具就力竭而死，令向恩自責視為自己給予了羅歇致命一擊。在雷恩與向恩的七星刀廝殺中，因兩組七星刀觸碰使其魂魄顯靈接受了雷恩的懺悔，認定雷恩是這世上唯一的七星刀擁有者，並使向恩擁有的那組七星刀全數報銷。
翁聲譽（聲優：龍田直樹（日本）／官志宏（台灣））
一名在中國各地到處招搖撞騙、斂財的小騙徒。三級廚師，曾分別以「魚翅魔人」、「鮑魚魔神」、「魔勒如來」、「海參大帝」的身分登場。
第一次以「魚翅魔人」的奸商身分，登場於福建泉州，壟斷福建沿海的魚翅，並假冒特級廚師身分藉此壓榨其他魚翅餐館，後來劉昴星等人揭發其惡行，最後與一群手下被知縣給逮捕。
第二次以「鮑魚魔神」的神棍身分，登場於安徽九華山，以傳說廚具「魔聖銅器」製造鮑魚湯來餵食當地村民，藉此趁機斂財作惡，壓榨、逼迫村民交出個人財產換取鮑魚湯，後來劉昴星以彗星炒飯來提點村民，使其建立的信仰隨之瓦解，最後被解魯以鋼棍棒擊飛到遙遠天邊，成為了「聲譽彗星」。舊版動畫版則是與兩名隨從被解魯以鋼棍颳起的暴風吹到遙遠天邊。
第三次以「魔勒如來」的選手身分，登場於北京紫禁城，在全國料理大賽中率領號稱魔勒12神將的12位廚師部下，挑戰108道滿漢全席料理但未成功。最後故事結局時仍過著鋪張的生活。
第四次以「海參大帝」的主廚身分，登場於山東日照。再次使用「白虎壺（魔聖銅器）」泡發海參製造強效「催淫劑」用來豢養、訓服女性。並將知道其面目的解魯和二娘押入地下水牢。後被白虎壺的宿星廚師「母大蟲」厥蘭逮住以鞭刑教訓，他趁厥蘭注意白虎壺期間趁機逃跑，遭到白虎壺顯現出精靈「白猛虎」（修力的執念）附身，並強勢宣布在其「加冕儀式」舉辦以廚具為賭注的山東名菜料理對決。直到料理對決結束後恢復意識，但被德軍上校剝奪海產權利交還給當地居民，隨後他與兩名隨從捲款逃跑，但被解魯以鋼棍打飛向黃海，歷史上的原型為陳坤書。

## 傳說中的廚具
正式名稱為天靈八廚具，是作品中虛構的八樣特別廚具，由唐朝一位名為修力的廚師以天上掉下來的隕石打造而成，只有足夠資格的廚師才能成為廚具的正統繼承人並完全發揮廚具的靈力，但若經常使用這些廚具就會削減該人壽命。傳說若能吃下用八樣傳說廚具所做的料理「八廚靈菜」，便能長生不老，不過該料理無法為負責製作的廚師延長壽命。續作《極》提到，據說只要集結所有廚具使其共鳴再全數粉碎，就會使傳承修力血統之人在同一時間全部滅絕。
一旦廚具被用於料理以外的用途（例如殺人、沾到人血）就會失去靈力，之後得用山上湧出的清泉淨化，持續不斷地清潔廚具，才能讓廚具恢復原本的靈力。若是廚具封印成石頭的程度，必須等待廚具呼應玉龍鍋而復甦，並讓所有廚具相會才能完全復活。

## 出版書籍
東立出版社代理版本無分前期和後期。
| 冊數          | 講談社         | 講談社             | 東立出版社     | 東立出版社         |
| 冊數          | 發售日期       | ISBN               | 發售日期       | ISBN               |
| 中華一番！    | 中華一番！     | 中華一番！         | 中華一番！     | 中華一番！         |
| ------------- | -------------- | ------------------ | -------------- | ------------------ |
| 1             | 1996年2月16日  | ISBN 4-06-312238-7 | 1996年11月10日 | ISBN 957-34-4421-6 |
| 2             | 1996年4月17日  | ISBN 4-06-312260-3 | 1996年11月10日 | ISBN 957-34-4422-4 |
| 3             | 1996年6月17日  | ISBN 4-06-312283-2 | 1997年3月20日  | ISBN 957-34-4702-9 |
| 4             | 1996年8月12日  | ISBN 4-06-312308-1 | 1997年6月10日  | ISBN 957-34-4703-7 |
| 5             | 1996年12月13日 | ISBN 4-06-312359-6 | 1997年7月15日  | ISBN 957-34-4840-8 |
| 真·中華一番！ |                |                    |                |                    |
| 1             | 1997年5月16日  | ISBN 4-06-312412-6 | 1997年11月25日 | ISBN 957-34-4841-6 |
| 2             | 1997年6月17日  | ISBN 4-06-312424-X | 1998年1月15日  | ISBN 957-34-5873-X |
| 3             | 1997年8月12日  | ISBN 4-06-312445-2 | 1998年2月20日  | ISBN 957-34-5874-8 |
| 4             | 1997年11月17日 | ISBN 4-06-312480-0 | 1998年3月25日  | ISBN 957-34-5875-6 |
| 5             | 1998年1月16日  | ISBN 4-06-312502-5 | 1998年6月5日   | ISBN 957-34-5876-4 |
| 6             | 1998年4月17日  | ISBN 4-06-312537-8 | 1998年8月5日   | ISBN 957-34-6965-0 |
| 7             | 1998年6月17日  | ISBN 4-06-312558-0 | 1998年9月10日  | ISBN 957-34-6966-9 |
| 8             | 1998年8月17日  | ISBN 4-06-312582-3 | 1998年11月15日 | ISBN 957-34-6967-7 |
| 9             | 1998年11月17日 | ISBN 4-06-312618-8 | 1999年3月20日  | ISBN 957-34-6968-5 |
| 10            | 1999年1月14日  | ISBN 4-06-312643-9 | 1999年5月15日  | ISBN 957-34-6969-3 |
| 11            | 1999年4月16日  | ISBN 4-06-312664-1 | 1999年9月20日  | ISBN 957-34-8366-1 |
| 12            | 1999年6月17日  | ISBN 4-06-312708-7 | 1999年11月5日  | ISBN 957-34-8367-X |

| 冊數          | 講談社         | 講談社             | 東立出版社     | 東立出版社                                            |        |
| 冊數          | 發售日期       | ISBN               | 發售日期       | EAN／ISBN                                             |        |
| 中華一番！    | 中華一番！     | 中華一番！         | 中華一番！     | 中華一番！                                            |        |
| ------------- | -------------- | ------------------ | -------------- | ----------------------------------------------------- | ------ |
| 1             | 2003年3月12日  | ISBN 4-06-360483-7 | 不適用         | 不適用                                                | 不適用 |
| 2             | 2003年3月12日  | ISBN 4-06-360484-5 | 不適用         | 不適用                                                | 不適用 |
| 3             | 2003年4月11日  | ISBN 4-06-360485-3 | 不適用         | 不適用                                                | 不適用 |
| 真·中華一番！ |                |                    |                |                                                       |        |
| 1             | 2003年12月12日 | ISBN 4-06-360677-5 | 2018年6月15日  | EAN 471-0945-55593-5（首刷版）                        |        |
| 2             | 2003年12月12日 | ISBN 4-06-360678-3 | 2018年7月13日  | EAN 471-0945-55594-2（首刷版）                        |        |
| 3             | 2004年1月9日   | ISBN 4-06-360679-1 | 2018年8月10日  | EAN 471-0945-55595-9（首刷版） ISBN 978-957-260-980-4 |        |
| 4             | 2004年1月9日   | ISBN 4-06-360680-5 | 2018年9月10日  | EAN 471-0945-55739-7（首刷版）                        |        |
| 5             | 2004年2月10日  | ISBN 4-06-360681-3 | 2018年10月8日  | EAN 471-0945-55740-3（首刷版）                        |        |
| 6             | 2004年2月10日  | ISBN 4-06-360682-1 | 2018年11月9日  | EAN 471-0945-55772-4（首刷版）                        |        |
| 7             | 2004年3月12日  | ISBN 4-06-360683-X | 2018年12月10日 | EAN 471-0945-55787-8（首刷版）                        |        |
| 8             | 2004年3月12日  | ISBN 4-06-360684-8 | 2019年1月14日  | EAN 471-0945-55791-5（首刷版）                        |        |

| 冊數 | 講談社        | 講談社                 | 東立出版社    | 東立出版社                                            |
| 冊數 | 發售日期      | ISBN                   | 發售日期      | EAN / ISBN                                            |
| ---- | ------------- | ---------------------- | ------------- | ----------------------------------------------------- |
| 1    | 2010年2月10日 | ISBN 978-4-06-370730-4 | 2019年2月26日 | EAN 471-0945-55846-2（首刷版） ISBN 978-957-262-292-6 |
| 2    | 2010年3月12日 | ISBN 978-4-06-370739-7 | 2019年6月6日  | EAN 471-0945-55847-9                                  |

| 冊數 | 講談社        | 講談社                 | 東立出版社     | 東立出版社                     |
| 冊數 | 發售日期      | ISBN                   | 發售日期       | EAN／ISBN                      |
| ---- | ------------- | ---------------------- | -------------- | ------------------------------ |
| 1    | 2018年4月9日  | ISBN 978-4-06-511209-0 | 2018年8月8日   | EAN 471-0945-55612-3（首刷版） |
| 2    | 2018年8月9日  | ISBN 978-4-06-512181-8 | 2018年10月25日 | ISBN 978-957-26-1256-9         |
| 3    | 2018年12月7日 | ISBN 978-4-06-513478-8 | 2019年4月2日   | EAN 471-0945-55835-6（首刷版） |
| 4    | 2019年4月9日  | ISBN 978-4-06-514867-9 | 2019年6月4日   | ISBN 978-957-26-3235-2         |
| 5    | 2019年9月9日  | ISBN 978-4-06-516228-6 | 2020年1月13日  | ISBN 978-957-26-4185-9         |
| 6    | 2019年12月9日 | ISBN 978-4-06-517541-5 | 2020年3月5日   | ISBN 978-957-26-4664-9         |
| 7    | 2020年5月8日  | ISBN 978-4-06-518690-9 | 2020年8月31日  | ISBN 978-957-26-5326-5         |
| 8    | 2020年11月9日 | ISBN 978-4-06-521250-9 | 2021年2月18日  | ISBN 978-957-26-6116-1         |
| 9    | 2021年3月9日  | ISBN 978-4-06-522660-5 | 2021年8月6日   | ISBN 978-957-26-6770-5         |
| 10   | 2021年8月6日  | ISBN 978-4-06-524472-2 | 2021年12月3日  | ISBN 978-957-26-7669-1         |
| 11   | 2022年1月7日  | ISBN 978-4-06-526590-1 | 2022年5月5日   | ISBN 978-957-26-8602-7         |
| 12   | 2022年6月9日  | ISBN 978-4-06-528164-2 | 2022年10月17日 | ISBN 978-957-26-9732-0         |
| 13   | 2022年11月9日 | ISBN 978-4-06-529644-8 | 2023年5月8日   | ISBN 978-626-347-787-2         |
| 14   | 2023年4月7日  | ISBN 978-4-06-531230-8 | 2023年9月1日   | ISBN 978-626-360-782-8         |
| 15   | 2023年9月8日  | ISBN 978-4-06-532841-5 | 2024年1月8日   | ISBN 978-626-02-0094-7         |
| 16   | 2024年2月8日  | ISBN 978-4-06-534521-4 | 2024年8月23日  | ISBN 978-626-02-1337-4         |
| 17   | 2024年7月9日  | ISBN 978-4-06-536124-5 | 2025年1月13日  | ISBN 978-626-02-2941-2         |
| 18   | 2024年12月9日 | ISBN 978-4-06-537756-7 | 2025年5月2日   | ISBN 978-626-02-4012-7         |
| 19   | 2025年5月9日  | ISBN 978-4-06-539450-2 |                |                                |

相關書籍
- 中華小廚師－公式大破解（中華一番！公式ガイドブック　だれも知らないおもしろ大百科！）

| 冊數 | 講談社       | 講談社                 | 加珈文化     | 加珈文化               |
| 冊數 | 發售日期     | ISBN                   | 發售日期     | ISBN                   |
| ---- | ------------ | ---------------------- | ------------ | ---------------------- |
| 全   | 1997年6月2日 | ISBN 978-4-06-319819-5 | 1998年7月5日 | ISBN 978-957-778-593-0 |

- 免許皆伝 中華一番！料理虎の巻

| 冊數 | 講談社       | 講談社                 |
| 冊數 | 發售日期     | ISBN                   |
| ---- | ------------ | ---------------------- |
| 全   | 1998年2月2日 | ISBN 978-4-06-208997-5 |

## 電視動畫

### 中華一番！
《中華一番》動畫版由日本動畫公司製作，富士電視台聯播網（FNS）首播（大分電視台除外）。首播期間為1997年4月27日至1998年9月13日，首播時間為日本時間每週日19時30分-20時00分，全52話。第1首片頭曲中使用的片頭動畫，其藍黃交替的閃爍畫面因為受到3D龍事件的影響而在之後做了修正。動畫結局並非完整改編原著，而是改為劉昴星取得魔聖銅器後，於北京紫禁城與被黑暗料理界下毒藥控制心智的阿飛與2名麟廚師「螳螂鬼」揚士、「雙尾蠍」賴賀進行「御前料理對決」，雖然中途一再遭受皇帝的秘書官龍總管的惡意阻撓，但還是逆轉勝，正式站上中國料理界的頂點，成為名副其實的中國第1廚師，並被任命為御膳房大廚，擔心其他傳說廚具落入黑暗料理界手中，於是向皇上與李提督婉拒接任御膳房大廚之位，與梅麗、四郎、解師傅、雷恩、阿飛繼續踏上尋找傳說廚具的旅程。動畫結束前，僅擁有的傳說廚具為“永靈刀”、“轉龍壺”、“魔聖銅器”3件，其餘5件尚未找齊，也無五虎星。此外漫畫中西南修行期間，劉昴星的隨行夥伴僅有四郎，但動畫版讓梅麗同行。

#### 製作團隊（中華一番！）
| 企劃         | 金田耕司                       |
| 導演         | 案納正美                       |
| 輔助導演     | 香川豐、高木淳（第14話為止）   |
| 人物設定     | 岸義之、二宮常雄               |
| 美術設定     | 伊藤主計                       |
| 美術監督     | 森元茂                         |
| 色彩設計     | 古里久代、篠山智惠子、宮下真理 |
| 攝影監督     | 吉研一                         |
| 音樂         | 太田美知彥                     |
| 音響監督     | 藤野貞義                       |
| 料理監修     | 服部營養專科學校               |
| 錄音工作室   | Act Studio                     |
| 現像         | IMAGICA                        |
| 宣傳         | 城崎祐子                       |
| 製作人       | 小竿俊一、瀧山麻土香           |
| 動畫製作     | 日本動畫公司                   |
| 動畫製作協力 | Studio Pierrot                 |
| 製作         | 富士電視台、日本動畫公司       |

#### 主題曲（中華一番！）
| 類別   | 歌曲                                              | 話數           | 日期                           | 作詞     | 作曲     | 編曲               | 主唱     |
| ------ | ------------------------------------------------- | -------------- | ------------------------------ | -------- | -------- | ------------------ | -------- |
| 片頭曲 | 「（中文：天空）」                                | 第1話－第18話  | ※1997年4月27日～1997年9月21日  | 大黑摩季 | 大黑摩季 | 葉山武             | 大黑摩季 |
| 片頭曲 | 「（中文：連呼吸也不能）」                        | 第19話－第36話 | ※1997年10月26日～1998年4月26日 | 井泉水   | 織田哲郎 | 葉山武             | ZARD     |
| 片頭曲 | 「（中文：只要有你）」                            | 第37話－第52話 | ※1998年5月3日～1998年9月13日   | 小松未步 | 小松未步 | 池田大介           | DEEN     |
| 片尾曲 | 「（中文：在青空中相逢）」                        | 第1話－第20話  | ※1997年4月27日～1997年11月2日  | 小松未步 | 小松未步 | 古井弘人           | 尾有紗   |
| 片尾曲 | 「（中文：MINERAL）」                             | 第21話－第36話 | ※1997年11月16日～1998年4月26日 | 七緒香   | 松本孝弘 | 松本孝弘、德永曉人 | 七緒香   |
| 片尾曲 | 「（中文：像風一般的自由 ～free as the wind～）」 | 第37話－第52話 | ※1998年5月3日～1998年9月13日   | 宇德敬子 | 宇德敬子 | UK Project         | 宇德敬子 |

此ED有兩種版本，歌詞相同但編曲風格不同，以第41話為前後區分。其中第37話－第40話較為穩重，第41話－第52話走輕快的路線使用原聲吉他彈奏。

#### 各話列表（中華一番！）
| 話數 | 日文標題                       | 中文標題                         | 中文標題                    | 中文標題     | 劇本     | 分鏡       | 演出       | 作畫監督          | 首播日期       | 原作話數                                                    |
| ---- | ------------------------------ | -------------------------------- | --------------------------- | ------------ | -------- | ---------- | ---------- | ----------------- | -------------- | ----------------------------------------------------------- |
| 1    | 天才料理少年マオ               | 天才料理少年阿昴                 | 天才料理少年,小當家         | 少年廚師     | 菅良幸   | 香川豐     | 香川豐     | 武內              | 1997年 4月27日 | 第一話前半（少數原創）                                      |
| 2    | 幻の麻婆豆腐対決               | 廚藝對決！傳說中的麻婆豆腐       | 魔幻麻婆豆腐對決            | 夢幻麻婆豆腐 | 菅良幸   | 高木淳     | 高木淳     | 谷口守泰          | 5月4日         | 第一話後半                                                  |
| 3    | めざせ！特級厨師               | 朝特級廚師的目標，加油           | 朝特級廚師的目標，加油      | 廣州修行     | 岸間信明 | 飯島正勝   | 飯島正勝   | 伊藤廣治          | 5月11日        | 第二話～第三話                                              |
| 4    | 非情！陽泉酒家の掟！           | 無情的陽泉酒家門規               | 無情的陽泉酒家門規          | 絕情的規矩   | 戶田博史 | 寺東克己   | 西田健一   | 丸山宏一          | 5月18日        | 第四話～第五話前半                                          |
| 5    | 伝統を打ち破れ！打倒・陽泉酒家 | 打破傳統！打倒陽泉酒家           | 打破傳統,打倒陽泉酒家       | 打破傳統     | 戶田博史 |            | 淵上真     | 村上元一          | 5月25日        | 第五話前半～第六話                                          |
| 6    | 火炎料理人・餃子兄弟           | 火焰廚師！餃子兄弟               | 火焰廚師,餃子兄弟           | 餃子兄弟     | 菅良幸   | 高木淳     | 高木淳     | 谷口守泰          | 6月1日         | 第十五話～第十七話前半                                      |
| 7    | 卑劣な罠！追いつめられたマオ   | 卑鄙的手段，沒有退路的阿昴       | 卑鄙的手段 沒有退路的小當家 | 卑鄙的陷阱   | 岸間信明 | 香川豐     | 香川豐     | 石川哲也          | 6月8日         | 第十七話後半～第十九話                                      |
| 8    | 対決！ドラゴン餃子！           | 對決！神龍餃子                   |                             |              | 菅良幸   | 飯島正勝   | 飯島正勝   | 丸山宏一          | 6月15日        | 第二十話～第二十一話（部分第十九話後半）                    |
| 9    | 夢への挑戦！特級厨師試験       | 向夢想挑戰！特級廚師大考驗       |                             |              | 岸間信明 | 寺東克己   | 西田健一   | 谷口守泰          | 6月22日        | 第二十二話後半～第二十三話 （部分第二十四話和少數原創）     |
| 10   |                                | 終極絕招！國士無雙的麵           |                             |              | 菅良幸   |            | 淵上真     | 村上元一          | 7月6日         | 第二十四話～第二十五話前半 （部分第22話前半）               |
| 11   |                                | 最後決戰！傳說中的鬥味場         |                             |              | 岸間信明 | 高村彰     | 高村彰     | 增谷三郎          | 7月13日        | 第二十五話後半～第二十六話 （部分第二十七話前半和少數原創） |
| 12   |                                | 宿命天才美少年廚師，阿飛         |                             |              | 菅良幸   | 高木淳     | 高木淳     | 宮崎渚            | 8月3日         | 第二十七話後半～第二十八話前半 （少數原創）                 |
| 13   |                                | 鯰魚麵完成！命運的審判           |                             |              | 岸間信明 | 香川豐     | 香川豐     | 石川哲也          | 8月10日        | 第二十八話後半至第二十九話                                  |
| 14   |                                | 王者之冠！光榮的徽章             |                             |              | 戶田博史 | 寺東克己   | 杉島邦久   | 丸山宏一          | 8月17日        | 第卅話（半部分原創）                                        |
| 15   |                                | 天才料理少年?! 四郎              |                             |              | 岸間信明 | 西田健一   | 西田健一   | 谷口守泰          | 8月24日        | 第卅一話（半部分原創，少部分第卅二話）                      |
| 16   |                                | 超級波霸！小心陷入美人計         |                             |              | 菅良幸   | 淵上真     | 淵上真     | 村上元一          | 8月31日        | 第卅三話前半（少數原創）                                    |
| 17   |                                | 甦醒吧，神秘的鍋巴料理           |                             |              | 菅良幸   | 飯島正勝   | 飯島正勝   | 宮崎渚            | 9月14日        | 第卅三話後半（少數原創）                                    |
| 18   |                                | 紅色恐怖，鬼屋裏的秘密           |                             |              | 岸間信明 | 香川豐     | 香川豐     | 津幡佳明          | 9月21日        | 第卅四話                                                    |
| 19   |                                | 愛的千鶴橋，銀河麵               |                             |              | 菅良幸   | 西田健一   | 西田健一   | 丸山宏一          | 10月26日       | 第卅五話（半部分原創）                                      |
| 20   |                                | 招來不幸的黑雞                   |                             |              | 岸間信明 | 腰繁男     | 腰繁男     | 谷口守泰          | 11月2日        | 第1話                                                       |
| 21   |                                | 大陸最強的男人，向陽泉酒家挑戰   |                             |              | 菅良幸   | 淵上真     | 淵上真     | 村上元一          | 11月16日       | 第2話（少數原創）                                           |
| 22   |                                | 擊墜王，阿昴是下一個目標         |                             |              | 岸間信明 | 平松禎史   | 杉島邦久   | 宮崎渚            | 11月30日       | 第3話～第4話前半                                            |
| 23   |                                | 發光吧，宇宙大燒賣               |                             |              | 岸間信明 | 香川豐     | 香川豐     | 高橋英吉          | 12月7日        | 第4話後半～第5話（部分第6話前半）                           |
| 24   |                                | 神秘邀請函，面具廚師的陷阱       |                             |              | 菅良幸   | 寺東克己   | 飯島正勝   | 丸山宏一          | 12月14日       | 第7話～第8話                                                |
| 25   |                                | 承襲決戰意志，異人館的血戰!!     |                             |              | 岸間信明 | 腰繁男     | 腰繁男     | 野口大藏          | 12月21日       | 第9話（少部分第10話前半和原創）                             |
| 26   |                                | 致勝王牌，輕狂的惡魔             |                             |              | 菅良幸   | 西田健一   | 西田健一   | 谷口守泰          | 1998年 1月18日 | 第10話～第11話前半                                          |
| 27   |                                | 壯烈，復仇的最後樂章！           |                             |              | 岸間信明 | 平松禎史   | 杉島邦久   | 宮崎渚            | 1月25日        | 第11話後半～第12話                                          |
| 28   |                                | 友情的野外料理                   |                             | 野外烹調     | 菅良幸   | 淵上真     | 淵上真     | 大下久馬          | 2月1日         | 第13話～第14話前半 （動畫前半段原創）                       |
| 29   |                                | 來自黑暗的刺客，冷血天才雷恩     |                             |              | 岸間信明 | 寺東克己   | 香川豐     | 高橋英吉          | 2月15日        | 第14話後半～第15話前半                                      |
| 30   |                                | 惡魔的切口，怪刀七星刀！         |                             |              | 岸間信明 | 腰繁男     | 腰繁男     | 野口大藏          | 2月22日        | 第23話後半 第15話後半～第17話前半                           |
| 31   |                                | 囊括四大中華，真鯛大陸圖         |                             |              | 岸間信明 | 鈴木孝義   | 西田健一   | 水野知己 野口大藏 | 3月1日         | 第17話後半                                                  |
| 32   |                                | 火與冰，決戰廚師魂               |                             |              | 菅良幸   | 腰繁男     | 腰繁男     | 谷口守泰 丸山宏一 | 3月8日         | 第18話～第20話前半                                          |
| 33   |                                | 傳說的廚具，永靈刀的秘密         |                             |              | 岸間信明 | 杉島邦久   | 杉島邦久   | 高橋英吉          | 3月15日        | 第20話後半～第22話 第24話 少部分第25話後半                  |
| 34   |                                | 魔都上海，黑暗料理界的宣戰       |                             |              | 岸間信明 | 腰繁男     | 西田健一   | 丸山宏一          | 3月22日        | 少部分第22話後半 第29話～第31話前半（部分第27話）           |
| 35   |                                | 水上大鬥味場，鐵碗湯的魔力       |                             |              | 菅良幸   | 香川豐     | 香川豐     | 荻一村            | 4月19日        | 第31話後半～第32話                                          |
| 36   |                                | 三傑特製，水魚凍湯               |                             |              | 菅良幸   | 飯島正勝   | 飯島正勝   | 谷口守泰          | 4月26日        | 第33話～第34話                                              |
| 37   |                                | 麵點王羅根，一千六百年的鎮魂包子 |                             |              | 岸間信明 | 福島宏之   | 羽生尚靖   | 津郁雄            | 5月3日         | 第35話                                                      |
| 38   |                                | 超級點心大對決，驚人的比賽結果   |                             |              | 菅良幸   | 西田健一   | 西田健一   | 高橋英吉          | 5月10日        | 第36話～第37話前半                                          |
| 39   |                                | 另一組七星刀，神祕美人向恩       |                             |              | 岸間信明 | 香川豐     | 香川豐     | 入江篤            | 5月24日        | 第37話後半～第38話                                          |
| 40   |                                | 覺醒吧，雷恩，廚師的使命         |                             |              | 菅良幸   | 淵上真     | 淵上真     | 鹽川貴史          | 5月31日        | 第39話～第41話                                              |
| 41   |                                | 摧毀邪惡之劍，神聖的七星刀!!     |                             |              | 岸間信明 | 鈴木輪流郎 | 鈴木輪流郎 | 加瀨政廣          | 6月7日         | 第42話～第43話                                              |
| 42   |                                | 復仇魔紹安，因緣了結             |                             |              | 菅良幸   | 羽生尚靖   | 羽生尚靖   | 津郁雄            | 6月14日        | 第44話～第45話                                              |
| 43   |                                | 阿昴的實力，大魔術熊貓豆腐       |                             |              | 岸間信明 | 西田健一   | 西田健一   | 高橋英吉          | 6月21日        | 第46話～第47話                                              |
| 44   |                                | 驚人的結果，阿貝師父的手掌心     |                             |              | 菅良幸   | 香川豐     | 香川豐     | 朝倉高光          | 6月28日        | 第48話～第49話                                              |
| 45   |                                | 燃燒的長江，紹安葬身大海         |                             |              | 岸間信明 | 淵上真     | 淵上真     | 鹽川貴史          | 7月26日        | 第50話至～51話前半                                          |
| 46   |                                | 拯救解師父，麵的大風暴           |                             |              | 菅良幸   | 鈴木輪流郎 | 鈴木輪流郎 | 加瀨政廣          | 8月2日         | 第51話後半 第52話～第55話前半                               |
| 47   |                                | 魔神降臨！魔聖銅器的奇蹟         |                             |              | 岸間信明 | 西田健一   | 西田健一   | 高橋英吉          | 8月9日         | 第56話～第57話                                              |
| 48   |                                | 劃破天際的星，特製彗星炒飯       |                             |              | 岸間信明 | 羽生尚靖   | 羽生尚靖   | 津郁雄            | 8月16日        | 第58話～第59話前半                                          |
| 49   |                                | 黑暗的迷宮，一碗結合兩心的粥     |                             |              | 岸間信明 | 香川豐     | 香川豐     | 阿部宏幸          | 8月23日        | 動畫原創（部分第28話）                                      |
| 50   |                                | 帝都北京，黑暗料理界的魔掌       |                             |              | 菅良幸   | 高山秀樹   | 淵上真     | 鹽川貴史          | 8月30日        | 動畫原創（部分第十二話）                                    |
| 51   |                                | 天才阿飛的絕招，新滿漢全席       |                             |              | 菅良幸   | 鈴木輪流郎 | 鈴木輪流郎 | 加瀨政廣          | 9月6日         | 動畫原創（部分第十三話）                                    |
| 52   |                                | 大逆轉，英勇廚師們的光榮         |                             |              | 菅良幸   | 西田健一   | 西田健一   | 高橋英吉          | 9月13日        | 動畫原創（部分第十四話）                                    |

#### 播放電視台（中華一番！）
| 播放地區      | 播放電視台       | 聯播網                                       | 備註         |
| ------------- | ---------------- | -------------------------------------------- | ------------ |
| 關東廣域圈    | 富士電視台       | 富士電視台系列                               | 製作電視台   |
| 北海道        | 北海道文化放送   | 富士電視台系列                               | 同時網路放送 |
| 岩手縣        | 岩手可愛電視台   | 富士電視台系列                               | 同時網路放送 |
| 宮城縣        | 仙台放送         | 富士電視台系列                               | 同時網路放送 |
| 秋田縣        | 秋田電視台       | 富士電視台系列                               | 同時網路放送 |
| 山形縣        | 櫻桃電視台       | 富士電視台系列                               | 同時網路放送 |
| 福島縣        | 福島電視台       | 富士電視台系列                               | 同時網路放送 |
| 新潟縣        | 新潟綜合電視台   | 富士電視台系列                               | 同時網路放送 |
| 長野縣        | 長野放送         | 富士電視台系列                               | 同時網路放送 |
| 山梨縣        | 山梨放送         | 日本電視台系列                               | 延遲網路放送 |
| 靜岡縣        | 靜岡電視台       | 富士電視台系列                               | 同時網路放送 |
| 富山縣        | 富山電視台       | 富士電視台系列                               | 同時網路放送 |
| 石川縣        | 石川電視台       | 富士電視台系列                               | 同時網路放送 |
| 福井縣        | 福井電視台       | 富士電視台系列                               | 同時網路放送 |
| 中京廣域圈    | 東海電視台       | 富士電視台系列                               | 同時網路放送 |
| 近畿廣域圈    | 關西電視台       | 富士電視台系列                               | 同時網路放送 |
| 島根縣 鳥取縣 | 山陰中央電視台   | 富士電視台系列                               | 同時網路放送 |
| 廣島縣        | 新廣島電視台     | 富士電視台系列                               | 同時網路放送 |
| 岡山縣 香川縣 | 岡山放送         | 富士電視台系列                               | 同時網路放送 |
| 愛媛縣        | 愛媛電視台       | 富士電視台系列                               | 同時網路放送 |
| 高知縣        | 高知SunSun電視台 | 富士電視台系列                               | 同時網路放送 |
| 福岡縣        | 西日本電視台     | 富士電視台系列                               | 同時網路放送 |
| 佐賀縣        | 佐賀電視台       | 富士電視台系列                               | 同時網路放送 |
| 長崎縣        | 長崎電視台       | 富士電視台系列                               | 同時網路放送 |
| 熊本縣        | 熊本電視台       | 富士電視台系列                               | 同時網路放送 |
| 宮崎縣        | 宮崎電視台       | 富士電視台系列 日本電視台系列 朝日電視台系列 | 延遲網路放送 |
| 鹿兒島縣      | 鹿兒島電視台     | 富士電視台系列                               | 同時網路放送 |
| 沖繩縣        | 沖繩電視台       | 富士電視台系列                               | 同時網路放送 |

### 真·中華一番！
以漫畫《真·中華一番！》的冒頭部分展開動畫化，由中國大陸傑外動漫和日本NAS和Production I.G聯合製作。2019年10月11日起在每日放送『Animeism』B2時段放送中，而中國大陸以《廚神小當家》跟日本同步。並在2020年2月26日推出第1話至第12話的Blu-ray BOX (DMPXA-099) 套組。
2019年12月28日於最終回首播當日播出結束同時，宣布續篇決定製作的消息。續篇（第2期）於2021年1月11日起播出。

#### 製作團隊（真·中華一番！）
| 原作                     | 小川悅司                                                                |
| 導演、劇本統籌、音響監督 | 川崎逸朗                                                                |
| 人物設定、總作畫監督     | 長谷川早紀                                                              |
| 道具設定                 | 大導寺美穗                                                              |
| 色彩設計                 | 片山由美子                                                              |
| 美術監督                 | 中原英統                                                                |
| 美術設計                 | 綱頭瑛子                                                                |
| 攝影監督                 | 有村駿                                                                  |
| 剪輯                     | 植松淳一                                                                |
| 音樂                     | 市川淳                                                                  |
| 音樂製作人               | 藤江將希                                                                |
| 音樂製作                 | DMM music                                                               |
| 總製作人                 | 陳振宇、徐伊葭、鶴田直一、麻生一宏、古川慎                              |
| 製作人                   | 歐陽妍婷、黄雪瑩、篠田里奈→澤田愛理、實松照晃、江楠、北岡森生、龜井博司 |
| 動畫製作人               | 鹿子木真成、黑木類                                                      |
| 動畫製作協力             | Production I.G                                                          |
| 動畫製作                 | NAS                                                                     |
| 企劃、製作               | 傑外動漫                                                                |
| 製作                     | 「真·中華一番！」製作委員會                                             |

#### 主題曲（真·中華一番！）
| 類別   | 歌曲                   | 話數           | 作詞   | 作曲   | 編曲                    | 主唱          |
| ------ | ---------------------- | -------------- | ------ | ------ | ----------------------- | ------------- |
| 片頭曲 | 「（中文：光福論）」   | 第1話－第12話  | 森彩乃 | 森彩乃 | Qaijff                  | Qaijff        |
| 片頭曲 | 「Tough Heart」        | 第13話－第24話 | Q-MHz  | Q-MHz  |                         | 小林愛香      |
| 片尾曲 | 「（中文：轉變模式）」 | 第1話－第12話  | 森良太 | 森良太 | 編江口亮、Brian the Sun | Brian the Sun |
| 片尾曲 | 「COLORS」             | 第13話－第24話 |        |        |                         |               |

#### 各話列表（真·中華一番！）
| 話數  | 日文標題 | 中文標題         | 劇本                | 分鏡            | 演出                                   | 作畫監督                                                                                                 | 料理作畫監督 | 首播日期        |
| 第1期 | 第1期    | 第1期            | 第1期               | 第1期           | 第1期                                  | 第1期 | 第1期        | 第1期           |
| ----- | -------- | ---------------- | ------------------- | --------------- | -------------------------------------- | --- | ------------ | --------------- |
| 1     |          | 夢想繼承人       | 川崎逸朗            | 川崎逸朗        | 川崎逸朗                               | 長谷川早紀、鐮田均                                                                                       | －           | 2019年 10月11日 |
| 2     |          | 特級麵點師       | 川崎逸朗            | 川崎逸朗        | 安藤貴史                               | 春川彩子、井川麗奈                                                                                       | 藤卷廉       | 10月18日        |
| 3     |          | 奇怪的邀請函     | 川崎逸朗            | 川崎逸朗        | 久保田英一                             | 師之沙羅                                                                                                 | 藤卷廉       | 10月25日        |
| 4     |          | 怨念之鍋         | 川崎逸朗            | 頂真司          | 伊藤忠夫                               | 沼田久美子、高橋成之                                                                                     | 藤卷廉       | 11月1日         |
| 5     |          | 黑暗料理界的野心 | 川崎逸朗            | 川崎逸朗        | 徐惠真                                 | 奧野浩行、大導寺美穗 南伸一郎、春川彩子                                                                  | －           | 11月8日         |
| 6     |          | 第七把菜刀       | 川崎逸朗            | 頂真司          | 松浦直紀                               | 岡辰也、師之沙羅 黃瀨和哉、井川麗奈 大導寺美穗                                                           | 藤卷廉       | 11月15日        |
| 7     |          | 兩名繼承者       | 川崎逸朗            | 神谷純          | 長岡義孝                               | 井川麗奈、渡部由紀子 藤卷廉、川村裕哉 中西彩、大導寺美穗                                                 | 藤卷廉       | 11月22日        |
| 8     |          | 傳說中的八件廚具 | 川崎逸朗            | 川崎逸朗        | 白石道太                               | 南伸一郎、大導寺美穗                                                                                     | 藤卷廉       | 11月29日        |
| 9     |          | 魔都 上海        | 川崎逸朗            | 川崎逸朗 頂真司 | 川崎逸朗 糸賀慎太郎                    | 井川麗奈、奧野浩行 長谷川早紀、坂田直美 川村裕哉、飯飼一幸 大導寺美穗                                      | －           | 12月6日         |
| 10    |          | 超級點心大對決   | 谷村大四郎          | 神谷純          | 布施康之                               | An suk                                                                                                   | －           | 12月13日        |
| 11    |          | 決戰！兩套七星刀 | 谷村大四郎          | 頂真司          | 黑田幸生                               | 長谷川早紀、井川麗奈 大導寺美穗                                                                          | －           | 12月20日        |
| 12    |          | 宿命對手         | 川崎逸朗            | 川崎逸朗        | 前田基匡、藤崎有 、多田野緋兎 森友宏樹 | 長谷川早紀、井川麗奈 大導寺美穗、富阪真帆 藤卷廉、藤本雄一郎 Nyki Ikyn、 日向晴香、金城優、              | －           | 12月27日        |
| 第2期 |          |                  |                     |                 |                                        | |              |                 |
| 13    |          | 超級豆腐對決！   | 川崎逸朗            | 頂真司          | 多田野緋兎、龚震华                     | 井川麗奈、細田沙織 Prasearth Thongkhum、Nyki Ikyn 王敏、劉冬冬、姜知恵 趙曉川、周林、杜冠軍 孫月、金澤龍 | 藤卷廉       | 2021年 1月11日  |
| 14    |          | 伸出援手         | 川崎逸朗            | 川崎逸朗        | 小村方宏治                             | 長谷川早紀、井川麗奈 細田沙織、西道拓哉 富坂真帆                                                         | 藤卷廉       | 1月18日         |
| 15    |          | 魔神降臨         | 谷村大四郎          | 頂真司          | 奧野浩行                               | 奧野浩行                                                                                                 | 藤卷廉       | 1月25日         |
| 16    |          | 爆炎之江         | 谷村大四郎          | 神谷純          | 白石道太                               | 井川麗奈、工藤晃子 細田沙織、王敏、周健 姜智慧、趙青雲                                                   | 藤卷廉       | 2月1日          |
| 17    |          | 長江的盡頭       | 川崎逸朗            | 頂真司          | 前田基匡、龚震华                       | 井川麗奈、工藤晃子 藤本雄一朗、劉爽、孫鵬                                                                | 藤卷廉       | 2月8日          |
| 18    |          | 菊下樓的變故     | 谷村大四郎          | 川崎逸朗        | 久保山英一                             | 藤本雄一朗、細田沙織                                                                                     | 藤卷廉       | 2月15日         |
| 19    |          | 舌尖上的思念     | 谷村大四郎          | 頂真司          | 深瀬重                                 | 萩原省、智櫻井拓郎 Zearth Sato、王悦春、藤巻廉                                                           | 藤卷廉       | 2月22日         |
| 20    |          | 猶如不死鳥       | 谷村大四郎          | 頂真司          | 雄谷将仁                               | 中島渚、針生愛里                                                                                         | 藤卷廉       | 3月1日          |
| 21    |          | 迷幻敦煌         | 川崎逸朗            | 川崎逸朗        | 門田英彥                               | 金澤龍、工藤晃子                                                                                         | 藤卷廉       | 3月8日          |
| 22    |          | 沙漠中的太陽     | 川崎逸朗            | 川崎逸朗        | 長岡義孝                               | 沙羅 | 藤卷廉       | 3月15日         |
| 23    |          | 無限英雄         | 谷村大四郎          | 頂真司 川崎逸朗 | 奧野浩行                               | 奧野浩行                                                                                                 | 藤卷廉       | 3月22日         |
| 24    |          | 創造時代的人們   | 谷村大四郎 川崎逸朗 | 川崎逸朗        | 小村方宏治                             | 井川麗奈、沙羅 大導寺美穂、富坂真帆 中西彩、河本美代子                                                   | 藤卷廉       | 3月29日         |

#### 播放電視台（真·中華一番！）
| 播放日期                 | 播放時間                  | 播放電視台 | 播放地區   | 備註              |
| ------------------------ | ------------------------- | ---------- | ---------- | ----------------- |
| 2019年10月11日－12月27日 | 星期五 26時25分－26時55分 | 每日放送   | 近畿廣域圈 | 製作參加 字幕放送 |
|                          |                           | TBS電視台  | 關東廣域圈 | 字幕放送          |
| 2019年10月12日－12月28日 | 星期六 25時30分－26時00分 | BS-TBS     | 日本全國   | BS/BS4K放送       |

| 發佈日期                 | 發佈時間                                                        | 發佈網站 |
| ------------------------ | --------------------------------------------------------------- | --- |
| 2019年10月11日－12月27日 | 星期五 27時10分 更新（第1話） 星期五 26時55分 更新（第2話之後） | d動畫商城 |
| 2019年10月14日－12月30日 | 星期一 26時55分 更新                                            | dTV （ 日语 ： dTV (NTTドコモ)） Netflix Amazon Prime Video niconico頻道 FOD （ 日语 ： フジテレビオンデマンド） TVer MBS動畫ism （ 日语 ： MBS動画イズム） 光TV （ 日语 ： ひかりTV） Video Market （ 日语 ： ビデオマーケット） music.jp Rakuten TV Crank-in！Video |
|                          | 星期一 27時00分 更新                                            | GYAO！ |
|                          | 星期一 27時30分 更新（第1話） 星期一 27時00分 更新（第2話之後） | AbemaTV |
| 2019年10月15日－12月31日 | 星期二 12時00分 更新                                            | Hulu U-NEXT Anime放題 （ 日语 ： アニメ放題） 萬代頻道 Video Pass （ 日语 ： ビデオパス） J:COM On-Demand （ 日语 ： ジュピターテレコム） DMM.com                                                                                 |

## 電視劇
中國大陸製作的電視劇，由李力持執導，蕭正楠、何潤東、羅海瓊和何美鈿聯袂主演，该电视剧主要讲述主角在众人的协助下，击败了邪恶势力的故事。

## 跨界合作
2016年時、與台灣美食品牌日芳珍饌合作推出料理，在外包裝有作者繪製之角色、內容為日芳珍饌之冷凍食品及作者訪談書。
2023年9月，與中華職棒元老球隊：統一7-Eleven獅隊聯名，舉辦中華一番主題日，各種神還原，為數不少的球迷認為，應該是史上最難超越的主題日了。

## 影響
臺灣三立台灣台於2006年起製播的八點檔戲劇《天下第一味》，其劇情即以此作品為藍本。
臺灣高雄市內一名經營牛肉麵館的老闆周法國將《中華一番！》中的對白「陽泉酒店的傳統就是顛覆所有傳統」當作經營餐館的座右銘。

## 資料來源
1. ↑  . . 2017-10-15  [2017-10-15]. （原始内容存档于2017-10-16） （日语）.
2. ↑  . Qooah. 2017-11-02  [2017-11-02]. （原始内容存档于2017-11-08） （日语）.
3. ↑  卡通頻道、東森電影台
4. ↑  重播以後也採用統一冠名
5. ↑  作者在推特回應讀者時有提到，設定是在20歲上下，但是畫出了25～30歲的感覺 http://i.imgur.com/KWD6f8F.png （页面存档备份，存于）
6. 動畫版片尾曲中的稱呼
7. ↑  貴州省黔東南州雷山縣雷公山
8. ↑  雲南省曲靖市
9. ↑  東森電影台播放時改回穩重版。
10. ↑  . 真·中華一番！｜動畫官方網站.   [2019-11-05]. （原始内容存档于2019-11-05） （日语）.
11. ↑  . Comic Natalie. 2019-02-04  [2019-02-04]. （原始内容存档于2019-02-04） （日语）.
12. ↑  . 真·中華一番！｜動畫官方網站.   [2019-09-02]. （原始内容存档于2019-09-02） （日语）.
13. 1 2  . 真·中華一番！｜動畫官方網站.   [2019-09-30]. （原始内容存档于2019-10-07） （日语）.
14. ↑  .   [2019-12-02]. （原始内容存档于2016-11-30） （中文（臺灣））.
15. ↑  楊起鳳. . 聯合報. 2006-04-27. 三立為了和先前戲路做差異，由馮凱製作的《台灣第一味》新戲將改走平民與美食路線，並以日本漫畫《中華一番》為藍本，除了已確定的陳昭榮、葉全真外，三立老班底包括廖峻、苗可麗、連靜雯、林秀玲等人也將參與演出，狄鶯與周幼婷及王耀慶則是首度加盟。
16. ↑  洪臣宏. . 自由時報. 2017-09-16  [2017-09-16]. （原始内容存档于2017-09-16） （中文（臺灣））.

## 外部連結
- 漫畫官方網站（日語）
- 動畫官方網站（日語）
- 動畫官方網站（日語）
- 電視動畫的X（前Twitter）（日語）

1. 1 2 3
2. ↑  《中華一番·極》116話
3. ↑  《中華一番·極》117話